# 横浜市消防局
横浜市消防局（よこはまししょうぼうきょく、英語: Yokohama  Fire Bureau）は、神奈川県横浜市の消防部局（消防本部)。管轄は横浜市全域。

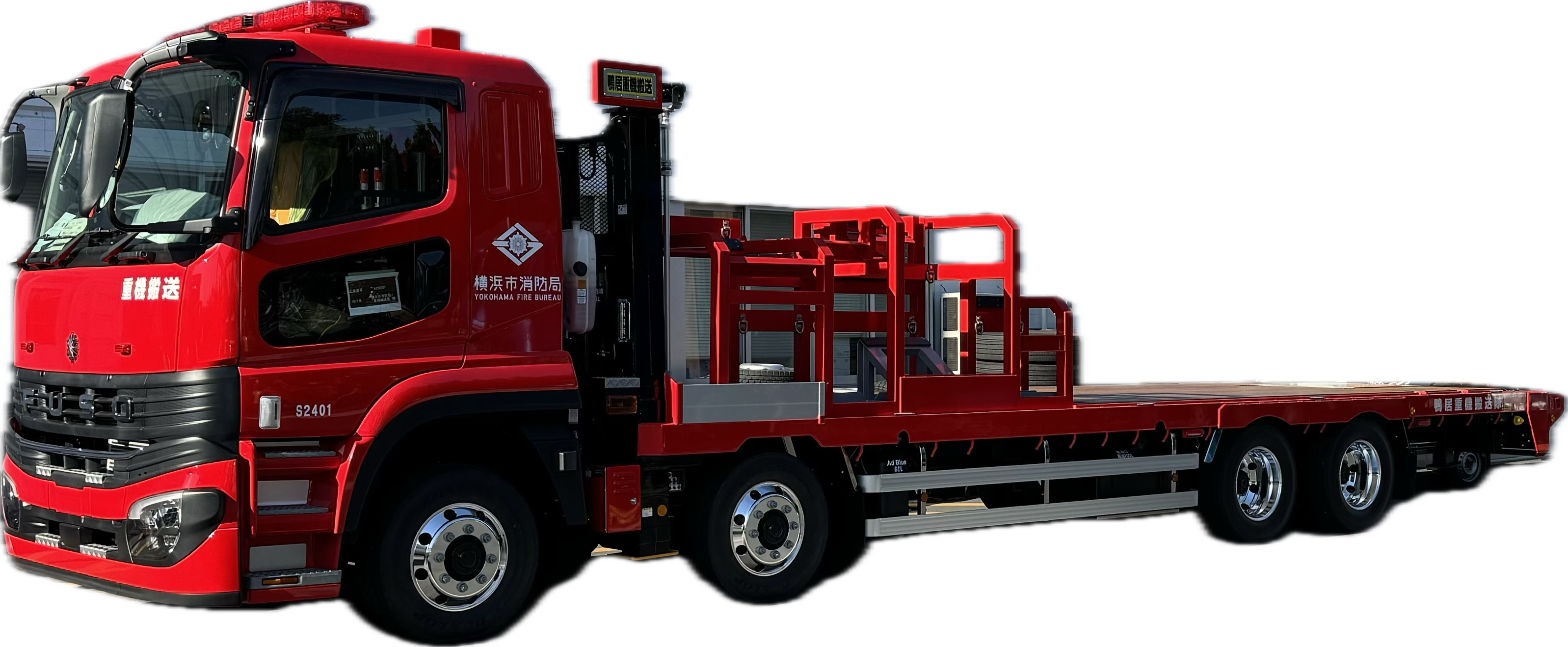
鴨居出張所 鴨居重機搬送隊

## 沿革
- 1948年
  - 3月7日 神奈川県警察部保安課から分離、自治体消防として横浜市消防局が発足する。
    - 消防局（5課1室）
      - 総務課・秘書室・予防課・消防課・教養監察課・整備課

    - 消防署（8署）
      - 鶴見・神奈川・中・西・南・保土ケ谷・磯子・戸塚

    - 出張所（21か所）
      - 伊勢佐木町・井土ヶ谷・大岡・禅馬・谷津・六浦・柏尾・帷子・浅間町・紅葉ヶ丘・子安・松本・綱島・川和・長津田・大黒町・末吉町・入船・矢向・安善町・東寺尾

    - 消防士補派出所（金沢）
    - 消防訓練所

  - 8月1日 階級制度改正により消防手は消防士に、消防曹長は消防士長に、消防士補・消防機関士補は消防司令補に、消防士は消防司令に、消防司令は消防司令長にそれぞれ変更。
  - 9月6日 戸塚消防署柏尾消防出張所を廃止し同大正消防出張所を新設。
- 1949年
  - 2月23日 保土ケ谷消防署本陣消防出張所を新設。
  - 2月 金沢消防士補派出所が金沢司令派出所に昇格する。
  - 5月 瀬谷消防出張所・野毛消防出張所が開設される。
  - 6月 消防局庁舎が完成する。
- 1950年
  - 2月24日 神奈川消防署北方消防出張所が接収解除され、中消防署北方消防出張所となる。
  - 5月15日 戸塚消防署本郷消防出張所を新設。
  - 6月1日 神奈川消防署入江町消防出張所を新設。
  - 9月29日 鶴見消防署岸谷消防出張所を新設。
- 1951年
  - 2月 反町出張所が開設される。
  - 4月 鶴ヶ峰出張所が開設される。
  - 5月 港南出張所が開設される。
  - 7月 港北消防署が開設され、9署体制となる。綱島司令補派出所を出張所に改称する。
  - 10月 消防局に通信課を新設する（1952年10月廃止）。生麦出張所が開設される。
- 1952年
  - 5月 中和田分遣所が開設される。
  - 9月 水上出張所が開設される。
  - 10月 金沢消防署が開設され、10署体制・1区1署制となる。金沢指令派出所を廃止する。
- 1953年
  - 4月 消防学校を神奈川県に移管する。
  - 5月 山手出張所（臨時）が開設される。
- 1956年
  - 4月 消防局教養監察課が廃止される。
- 1957年
  - 11月 磯子消防署新庁舎が完成し、旧磯子消防署を杉田出張所として開設する。禅馬出張所を廃止する。
- 1958年
  - 7月 水上出張所を中消防署から西消防署へ移管する。
  - 8月 消防局音楽隊が誕生する。（隊員33人）
- 1959年
  - 5月 東寺尾出張所新庁舎が完成し、寺尾出張所とする。
- 1960年
  - 11月 消防署が3係制（庶務・指導・警防）となる。
- 1962年
  - 6月 希望ヶ丘出張所が開設され、帷子出張所を廃止する。
  - 8月 消防局に部制を導入し、1局2部6課10署35出張所となる。
    - 消防局
      - 総務部：総務課・人事教養課・機械課
      - 警防部：予防課・保安課・警備課

    - 消防署：庶務課・予防課・警備課

  - 8月 中和田分遣所が出張所に昇格する。
- 1963年
  - 8月 日吉出張所が開設され、反町出張所を廃止する。
- 1964年
  - 4月 城郷出張所が開設され、松本出張所を廃止する。
  - 8月 消防局に予防部及び救助課が新設され、3部7課となる。
    - 総務部：総務課・人事教養課・機械課
    - 予防部：予防課・指導課
    - 警防部：警備課・救助課
    - 8月20日　鶴見事故の教訓から人命救助の専門部隊として中消防署伊勢佐木消防出張所に日本初の「消防特別救助隊(通称：横浜レンジャー)」を創設した[1]。

  - 8月 伊勢佐木出張所を廃止する。
- 1965年
  - 6月 下永谷出張所が開設される。
- 1966年
  - 8月 境之谷出張所が開設され、紅葉ヶ丘出張所を廃止する。
- 1967年
  - 5月 十日市場出張所が開設される。
- 1968年
  - 4月 東名高速道路開通に伴い、高速道救急業務を開始する。
  - 5月 消防局に企画課が新設され、消防署に警備第一係・警備第二係が新設される（消防局3部8課・消防署4係となる）。
- 1969年
  - 5月 消防署に課制を導入する。（庶務・予防・警備第一・警備第二の4課）
  - 5月 磯子水上出張所が開設され、水上出張所を西水上出張所に改称する。
  - 11月 消防局新庁舎が完成し、移転する。
- 1970年
  - 5月 消防局の人事教養課を人事課・教育課に分離、機械課を装備課に改称、防災課を新設する（3部10課となる）。
  - 9月 岡津出張所が開設される。
  - 10月 勝田出張所が開設される。
- 1971年
  - 4月 金沢消防署新庁舎が完成し、旧金沢消防署を谷津出張所として開設する。州崎出張所を廃止する。
  - 5月 都岡出張所及び富岡出張所が開設される。
  - 6月 消防局に災害調査課が新設され、防災課を廃止する（3部10課）。
  - 6月 駒岡出張所が開設される。
  - 6月 瀬谷消防署が開設され、11署体制となる。瀬谷出張所を中瀬谷出張所に改称する。
  - 10月 港南消防署が開設され、12署体制となる。港南出張所を廃止する。
  - 10月 旭消防署が開設され、13署体制となる。鶴ヶ峰出張所を廃止する。
- 1972年
  - 5月 藤が丘出張所が開設される。
  - 7月 救急車のサイレンを電子音（ピーポー）サイレンに変更する。
  - 7月 緑消防署が開設され、14署体制となり1区1署制になる。西谷出張所が開設される。
  - 12月 野毛出張所を廃止する。伊勢佐木出張所を開設する。
- 1973年
  - 6月 元石川出張所が開設される。
- 1974年
  - 4月 中村町出張所が開設され、井土ヶ谷出張所を廃止する。
  - 12月 今井出張所及び六ツ川出張所が開設される。
- 1975年
  - 2月 豊田出張所が開設される。
  - 5月 中田出張所及び鴨居出張所が開設される。
- 1976年
  - 4月 横浜市消防訓練センターが開庁する。音楽隊が総務部音楽隊に昇格する。
  - 4月 野庭出張所及び篠原出張所が開設され、50消防出張所となる。
  - 6月 日本大通出張所が開設される。
  - 7月 伊勢佐木出張所を廃止する。
  - 11月 消防局予防部に危険物課が新設される（消防局3部11課となる） 。
- 1977年
  - 4月 石油コンビナート等災害防止法に基づく3点セット（大型化学車・高所放水車・原液搬送車）を大黒町出張所に配置する。
  - 5月 片倉出張所が開設される。
  - 6月 消防局に施設課、指令課及び訓練センターに研究開発課が新設される。（3部1訓練センター15課）
    - 総務部：企画課・総務課・人事課・施設課・音楽隊
    - 予防部：予防課・危険物課・指導課
    - 警防部：警備課・指令課・災害調査課・救助課
    - 消防訓練センター：管理課・教育課・研究開発課

  - 6月 港南台出張所が開設される。
- 1978年
  - 4月 東富岡出張所が開設される。
  - 5月 高田出張所が開設される。
  - 10月 下瀬谷出張所が開設される。
- 1979年
  - 5月 吉田出張所及び松見出張所が開設される。
- 1980年
  - 3月 上郷出張所が開設される。
  - 10月 本宿出張所が開設される。
- 1981年
  - 2月 子安出張所を廃止する。
  - 4月 いずみ野出張所・新羽出張所・上永谷出張所が開設される。
  - 8月 城郷出張所が建替えを行い、菅田出張所と改称する。
- 1982年
  - 4月 横浜ヘリポート・釜利谷出張所・若葉台出張所・鳥が丘出張所が開設される。
  - 5月 希望ヶ丘出張所が建替えを行い、さちが丘出張所と改称する。
- 1983年
  - 4月 阿久和出張所が開設される。
  - 6月 東戸塚出張所及び洋光台出張所が開設される。
- 1984年
  - 4月 山元町出張所・白山出張所・鴨志田出張所が開設される。
- 1985年
  - 4月 幸浦出張所及び市沢出張所が開設される。西水上出張所が建替えのため鶴見水上出張所と改称する。
- 1986年
  - 4月 佐江戸出張所が開設される。
  - 10月　エルサルバドル共和国地震災害に国際消防救助隊を派遣。
- 1987年
  - 4月 消防指令センター建設、新消防通信施設に更新のうえ運用開始する。
  - 4月 今宿出張所が開設される。
  - 6月 消防局の救助課を救急救助課に改称する。
- 1988年
  - 4月 本郷出張所を増改築のうえ栄消防署が開設、中和田出張所を増改築のうえ泉消防署が開設され、16署体制となる。すすき野出張所が開設される。
- 1989年
  - 2月 博覧会出張所が開設される。
  - 4月 能見台出張所が開設される。
  - 10月 博覧会出張所を廃止する。
- 1990年
  - 4月 深谷出張所が開設される。
- 1991年
  - 12月 小机出張所が開設される。
- 1992年
  - 4月 高規格救急車を導入する。
- 1993年
  - 2月 緑園出張所が開設される。
  - 5月 消防局に救急課を新設し、救急救助課を廃止する。
- 1994年
  - 4月 権太坂出張所が開設される。
  - 11月 青葉消防署及び都筑消防署が開設され、18署体制となり1区1署制になる。
- 1995年
  - 1月 阪神・淡路大震災に応援出場
- 1997年
  - 3月 境之谷出張所が開設される。
  - 6月 荏田出張所が開設される。
  - 9月　インドネシア森林火災に国際消防救助隊を派遣。
- 2000年
  - 4月　有珠山噴火災害に応援出場し耐熱救助車で逃げ遅れを救助。
- 2004年
  - 7月　新潟・福島豪雨災害に緊急消防援助隊を派遣
  - 10月　新潟県中越地震に緊急消防援助隊を派遣
  - 12月　インドネシア共和国スマトラ島沖地震に国際消防救助隊を派遣。
- 2005年
  - 10月　パキスタン地震に国際消防救助隊を派遣。
- 2006年
  - 4月1日 局再編成に伴い、横浜市安全管理局となる。
    - 消防局の機能に加え、総務局から危機管理関連業務を、市民局から防犯関連業務を移管する等の再編成を行う。
    - 消防署や消防団の名称は従来通り。
    - 消防車や救急車の表示は「横浜消防」となる。

  - 11月 北山田町出張所が開設され、勝田出張所を廃止する。
- 2008年
  - 3月 山手出張所・磯子水上出張所を廃止する。
  - 6月　岩手・宮城内陸地震に緊急消防援助隊を派遣
  - 10月 特別消防隊と機動救助隊を統合し特別高度救助部隊（スーパーレンジャー：SR）が発足する。
- 2009年
  - 3月 入江町出張所を廃止する。
    - 特別高度救助部隊に配置されていた、耐熱救助車（スーパーファイター327）を廃止にする。

  - 9月　磯子消防署杉田消防出張所に配置されていた、無人放水車（ロボファイター330）と無人放水搬送車を廃止する。
  - 11月20日 平成21年第4回市議会定例会に提出する議案を発表する。
    - 横浜市安全管理局の名称を2010年4月1日から元の横浜市消防局に戻す条例の一部改正案も含まれる。
    - 上記案には、行政運営調整局→総務局、市民活力推進局→市民局、まちづくり調整局→建築局も含まれる。
- 2010年
  - 4月1日 横浜市消防局に再改称する。
    - 寿消防団・大岡消防団を南消防団に統合する。

- 2011年
  - 3月　東北地方太平洋沖地震に伴う東日本大震災に対して東北3県に緊急消防援助隊を派遣し、さらに福島第一原子力発電所事故にも出場[2]
  - ７月　青葉台消防出張所が開設される。藤が丘消防出張所が廃止される。
  - 12月5日 奈良消防出張所が開設される。[3]
  - 横浜型救急システム運用開始。

- 2013年
  - 10月　平成25年台風第26号に伴う伊豆大島土砂災害に特別高度救助部隊や航空隊等を緊急消防援助隊として派遣[4]
- 2014年 港南台出張所に高規格救急車が配備される。
  - 8月　緑消防署新庁舎事務開始。
  - 11月　横浜市救急受診ガイド 運用開始。

- 2015年
  - 中田出張所 青葉台出張所に高規格救急車が配備される。
  - 4月1日　総務部に消防団課新設。警防部計画課を廃止し、計画係は警防部警防課へ、調査係は予防部予防課へ移管。

- 2016年
  - 2月21日　中村町出張所を廃止する[5]
  - 2月22日　南消防署が浦舟町へ移転。蒔田出張所が開設される[5]。　
  - 2月29日　金沢区総合庁舎の移転に伴い、金沢消防署も移転。
- 2017年
  - 2月　港南区総合庁舎の移転に伴い、港南消防署も移転。
  - 4月1日　指導課を保安課として再編。査察課を指導課として再編。
- 2018年
  - 4月23日　中消防署本牧和田消防出張所にエネルギー・産業基盤災害即応部隊指揮隊（ドラゴンハイパーコマンドユニット」）が総務省消防庁からの貸与の形で配備される[6][7]。
- 2019年
  - 5月13日 「水上消防隊」と「水難救助隊」を統合し、「水上消防救助部隊」を設置した。これにより迅速な機動運用が可能となる。

- 2020年
  - 3月25日　保土ケ谷消防署が神戸町へ移転。
  - 4月1日　消防局に救急部が新設される。警防部救急課が救急部救急課となる。
- 2021年
  - 7月　横浜市消防局公式Twitter運用開始
  - 7月3日　静岡県熱海市土石流災害へ緊急消防援助隊を派遣
- 2023年
  - 7月　消防本部庁舎竣工[8]
- 2025年
  - 4月　防火装備を一新[9]。

## 組織
- 本部

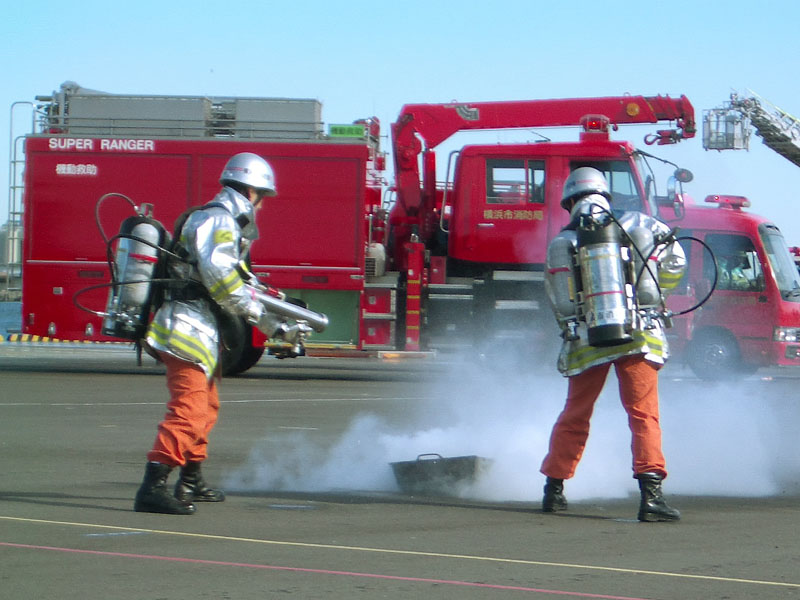
インパルス消火システムを使った消火訓練を行う横浜消防機動救助中隊（現在の特別高度救助部隊）

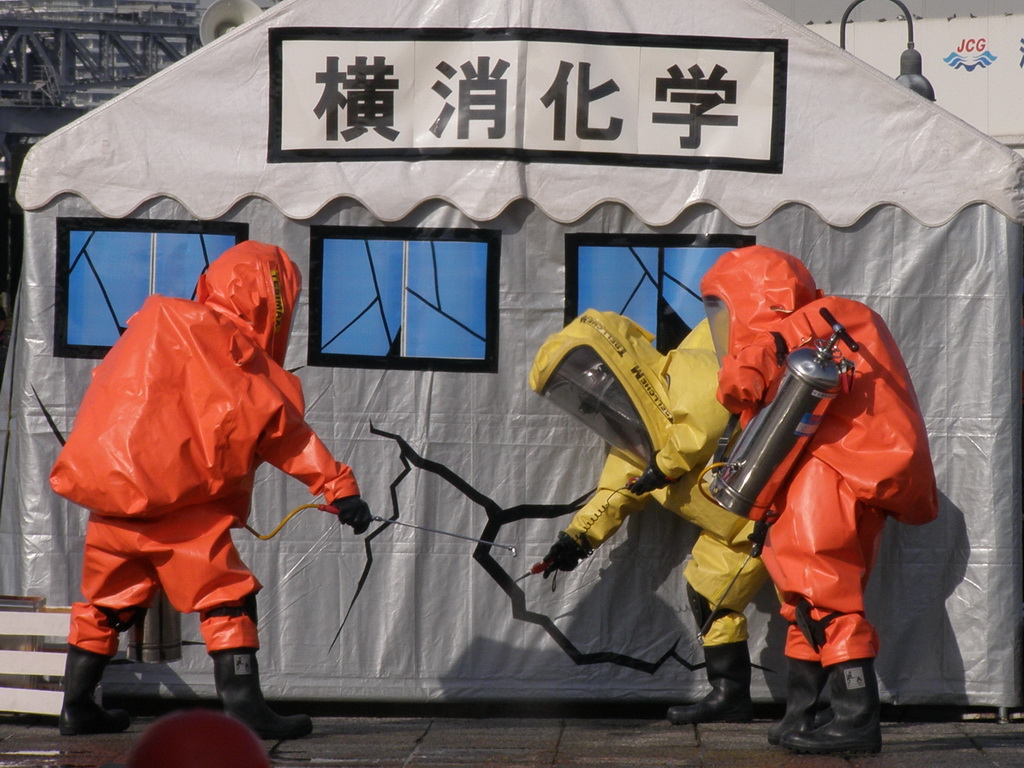
NBC災害対応除染訓練

  - 総務部：企画課、総務課、人事課、施設課、消防団課
  - 予防部：予防課、保安課、指導課、横浜市民防災センター
  - 警防部：警防課、司令課
  - 救急部：救急企画課、救急指導課
  - 消防訓練センター：校務課、教育課
  - 横浜ヘリポート：航空科、整備科
- 消防署

## 主力機械
2021年4月1日時点（かっこ内は予備車）
- ポンプ車：147（45）
- 小型消防車：12（9）
- 水槽付小型消防車：29
- 小型水槽消防車：12（4）
- 水槽車：68（26）
- II型救助工作車：24（6）（特別高度救助隊の運用車両は含まない）
- 送水車：1
- 訓練車：1
- 高規格救急車：112（29）
- はしご車：21
- 指揮車：19
- ミニ車：48（B級消防ポンプ搭載車）
- 化学車：16（3）
- 三点セット
  - 大型化学車：1
  - 大型高所放水車：1
  - 大型化学高所放水車：1
- 泡原液搬送車：3
- 特別救助工作車（II型）：1
- 機動救助工作車（III型）：1
- けん引工作車：1
- 被けん引車：1
- 排除作業車：１
- 特別高度工作車：1
- 高発泡車：1
- 大型放水砲搭載ホース延長車：1
- 大容量送水ポンプ車：1
- 震災対策用ホース搬送車：7
- 機動支援車：1
- 総合支援車：1
- 大規模震災用高度救助車（IV型）：2
- 水難救助車：1
- 排煙サルベージ車：2
- ボンベ搬送車：2
- 排除工作車：1
- 照明電源車：3
- 特殊災害対応車：1
- 特殊災害対策車（マイクロバス）：3
- 大型除染システム搭載車：1
- 燃料補給車：3
- 燃料搬送車：1
- 無線中継車：1
- 延長車：1
- 消防ヘリコプター：アグスタ社アグスタウエストランド AW139、2機。2機ともユーロコプター社AS365ドーファンからアグスタウエストランド AW139に更新[10]。
- 航空電源車：1
- 消防艇：2
- 救助艇：1
- 資機材搬送車：2
- 機動二輪車：18
- 防災指導車（起震車）：4
- 広報車：38（10）
- 連絡車：47（9）
- 司令車：21（7）
- 輸送車：3
- 特別査察車：4
- 整備巡回パトロール車：1
- 乗用車：1（1）
- 作業車：1
- 保安検査車：1
- 災害救援車：1
- 火災調査車：1
- 原動機付き自転車：100
- 合計：558（77）なお、横浜市消防局の水槽付ポンプ車・消防ポンプ車は、震災対策としてエンジンカッター・スプレッダーなどを常時搭載している。また、各消防署に所属する救助工作車もポンプ装置を積載し消火活動が行えるようになっている。

特別高度救助部隊（スーパーレンジャー＝SR）

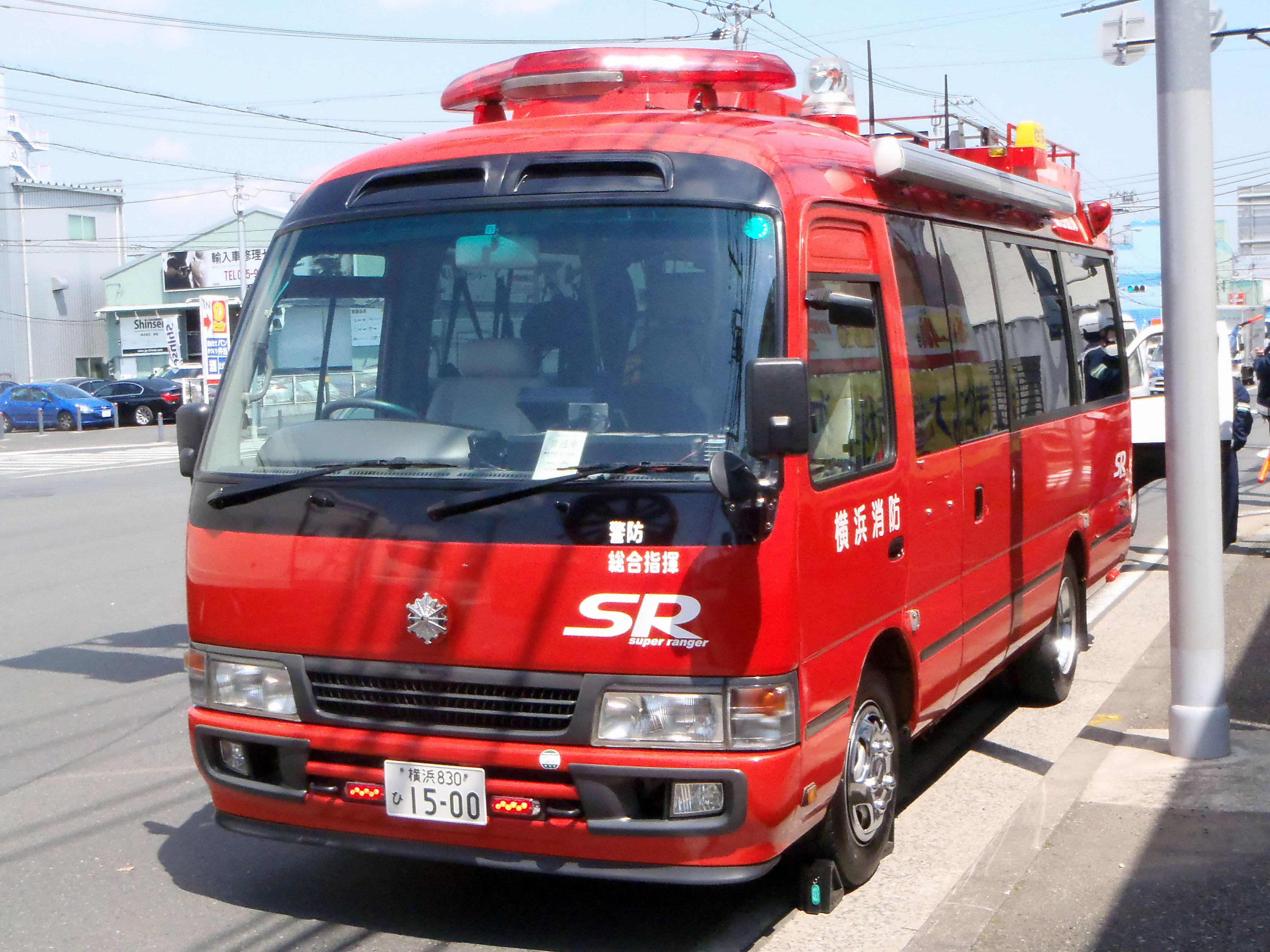
旧総合指揮車(廃車済み)
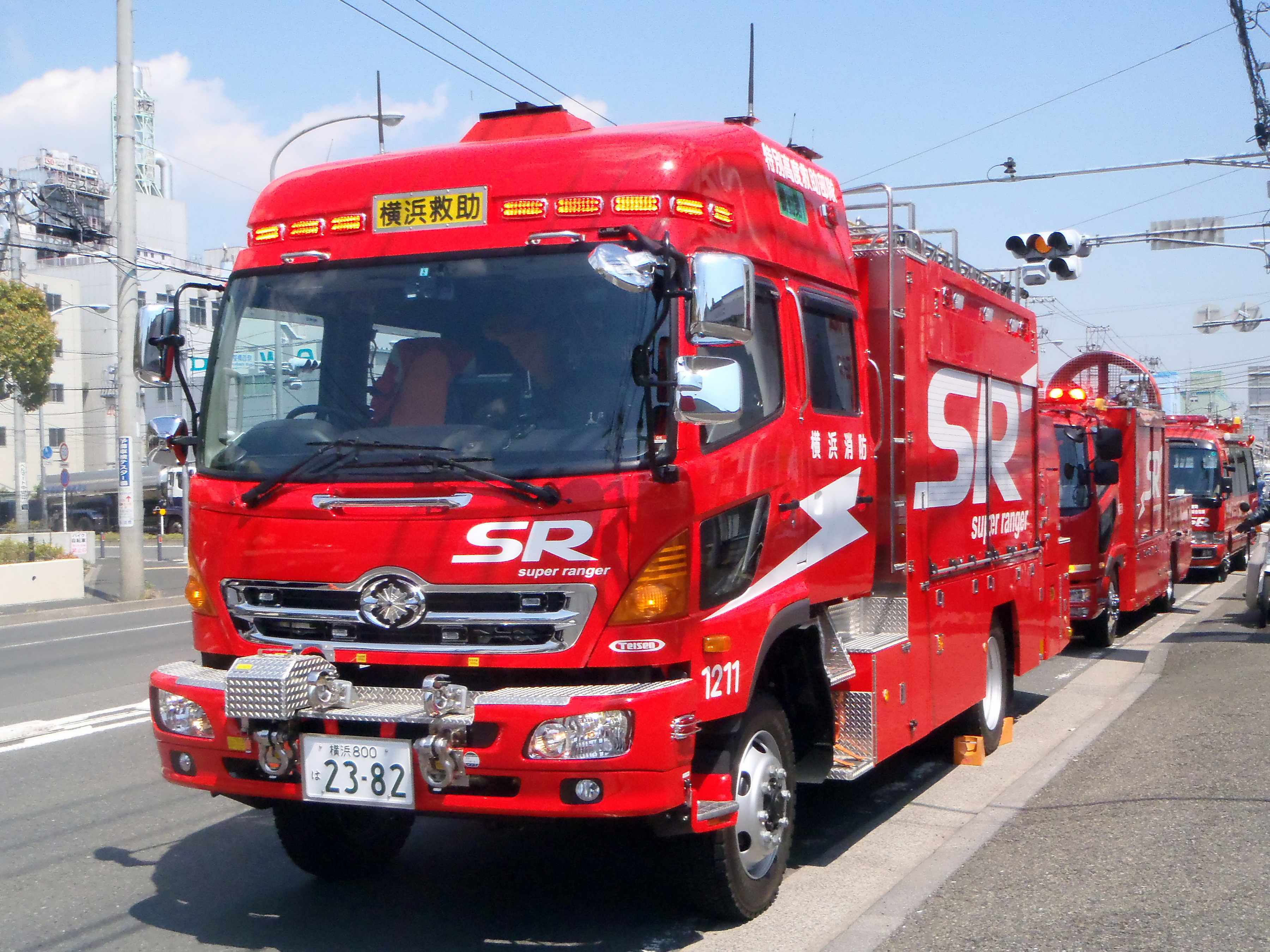
機動第1救助工作車
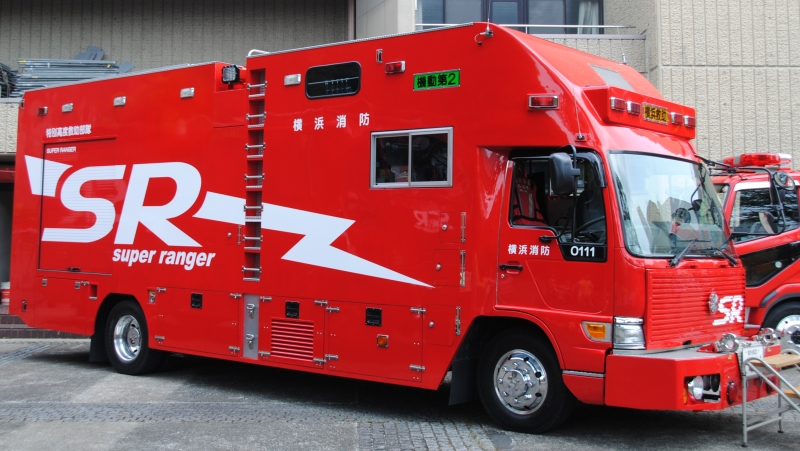
旧機動第2救助工作車（廃車済み）
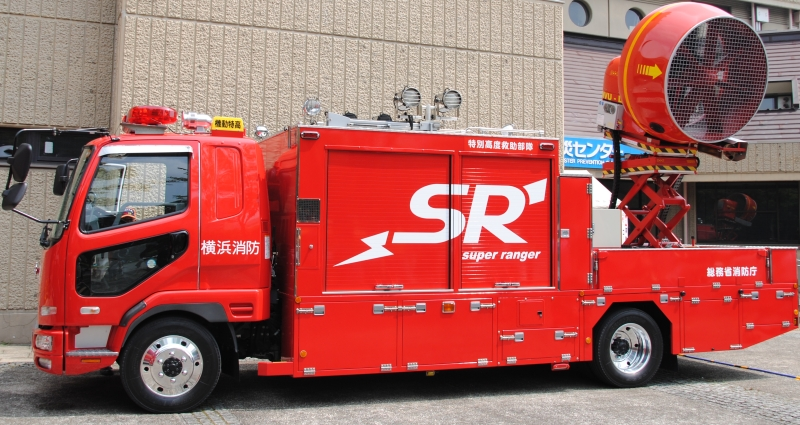
特別高度工作車
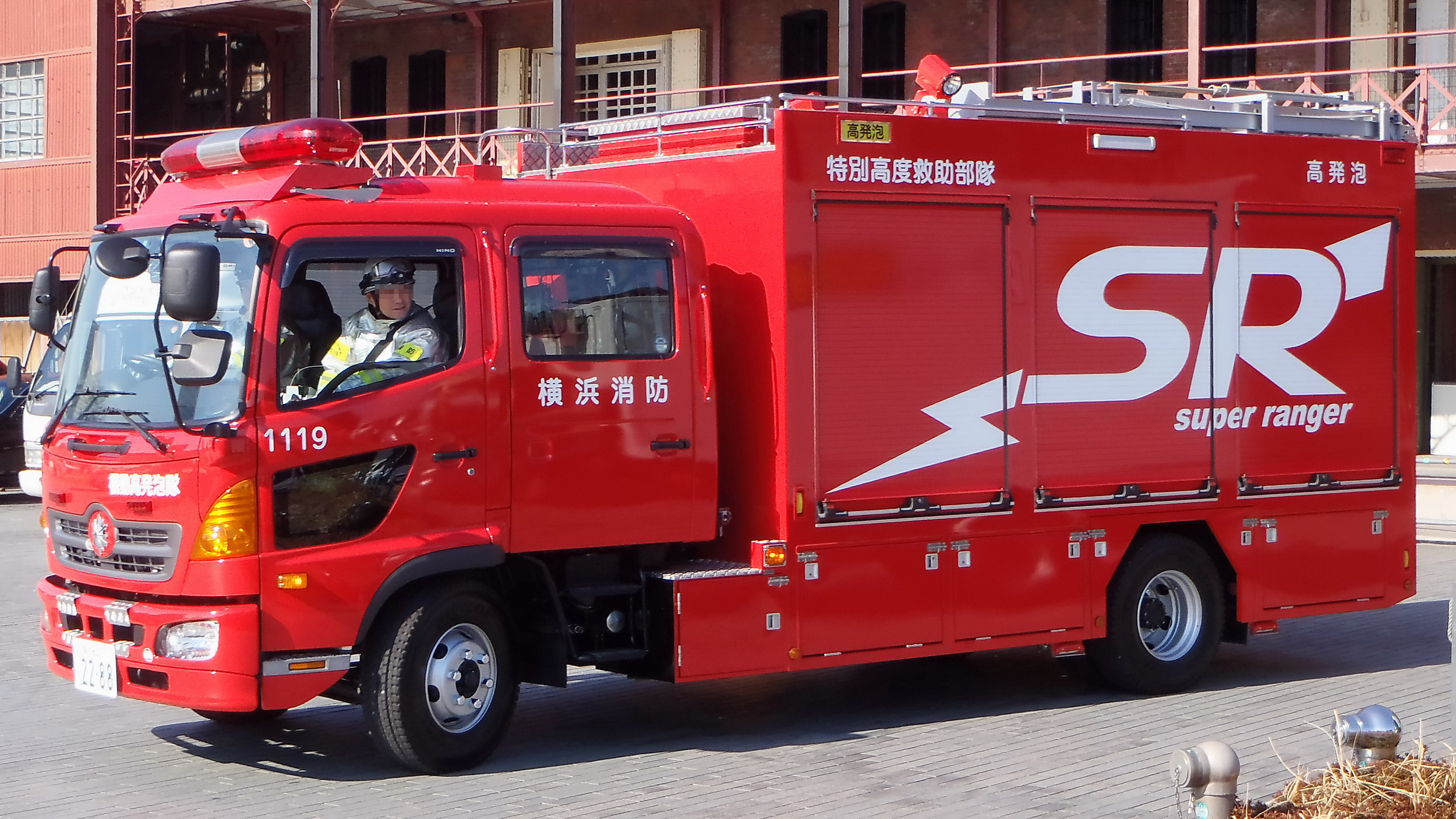
機動高発泡車
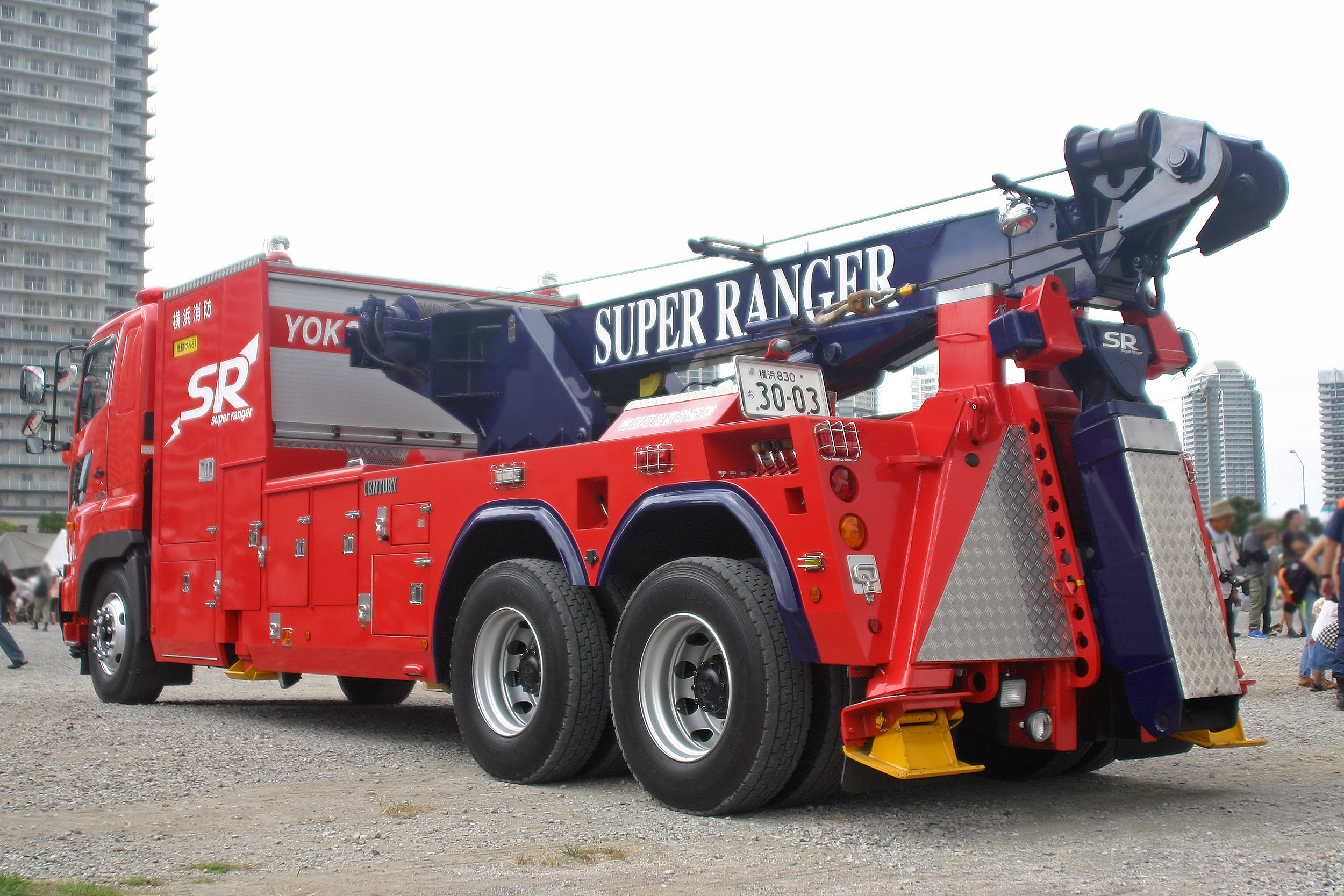
けん引工作車
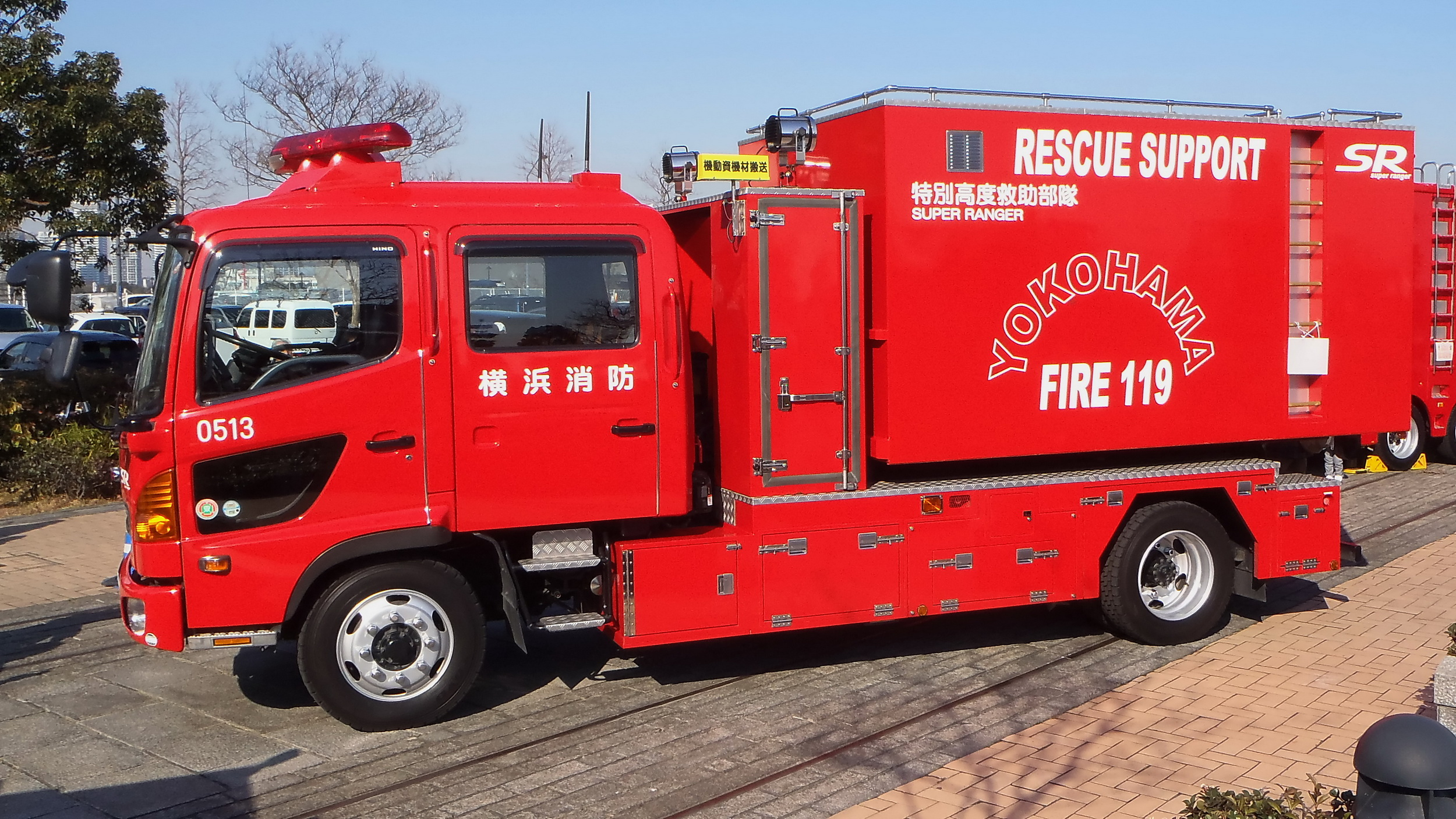
機動資機材搬送車
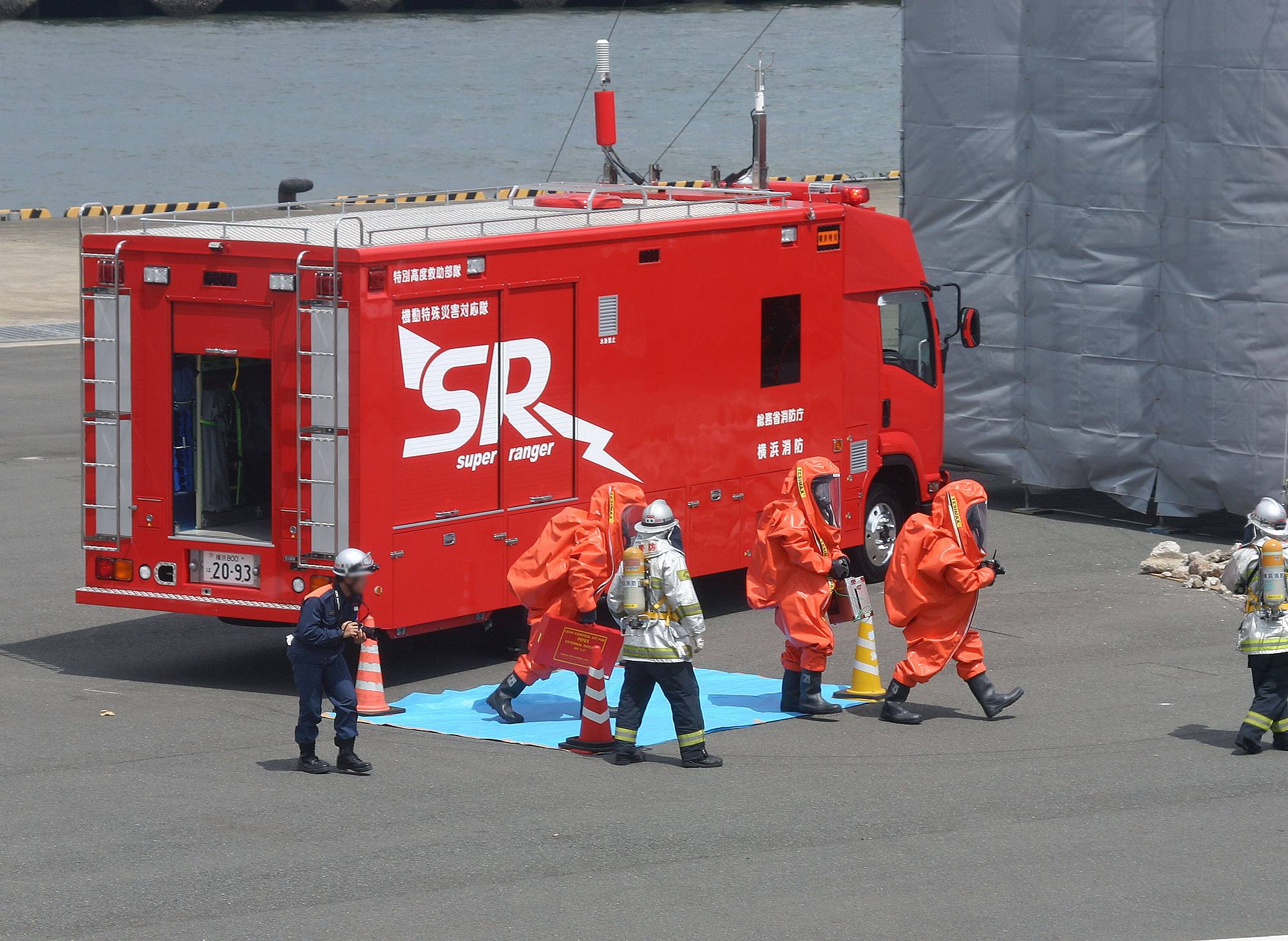
機動特殊災害対応自動車（機動特災隊）
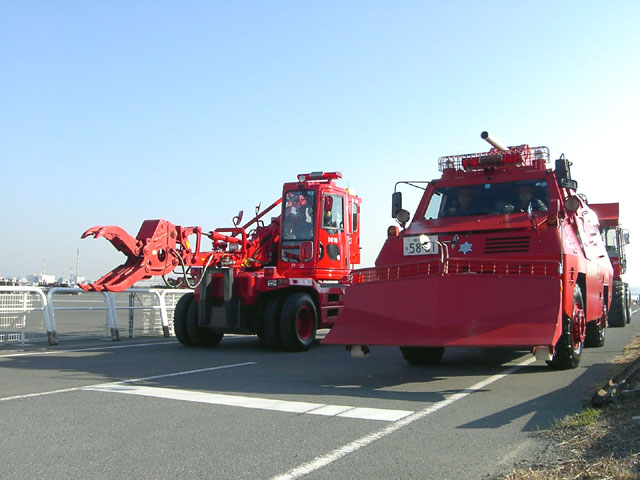
排除工作車と耐熱救助車（旧車両、廃車済み）
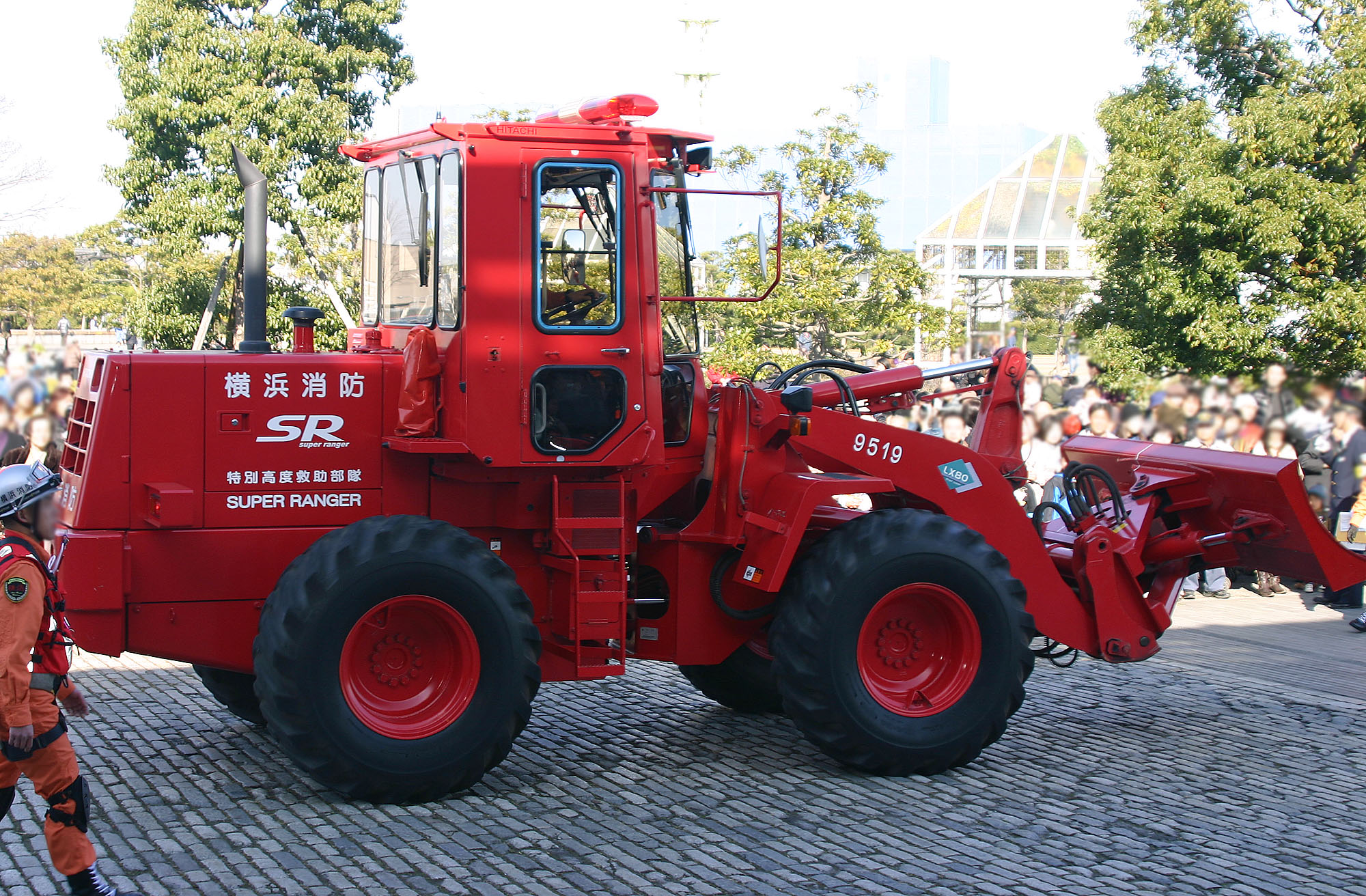
機動排除作業車（かつては機動震災作業車と呼ばれていた）
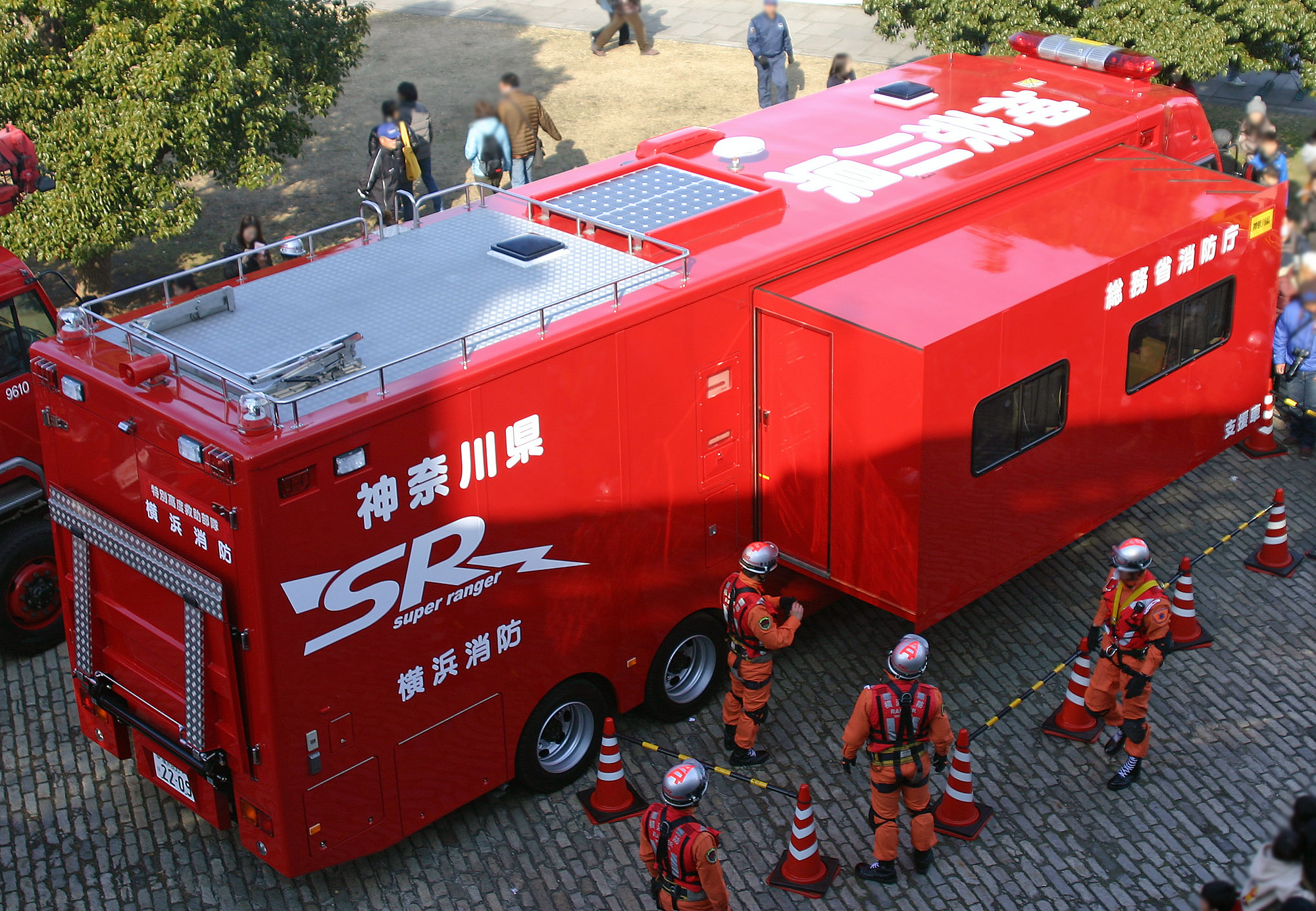
機動支援車

一般部隊車両

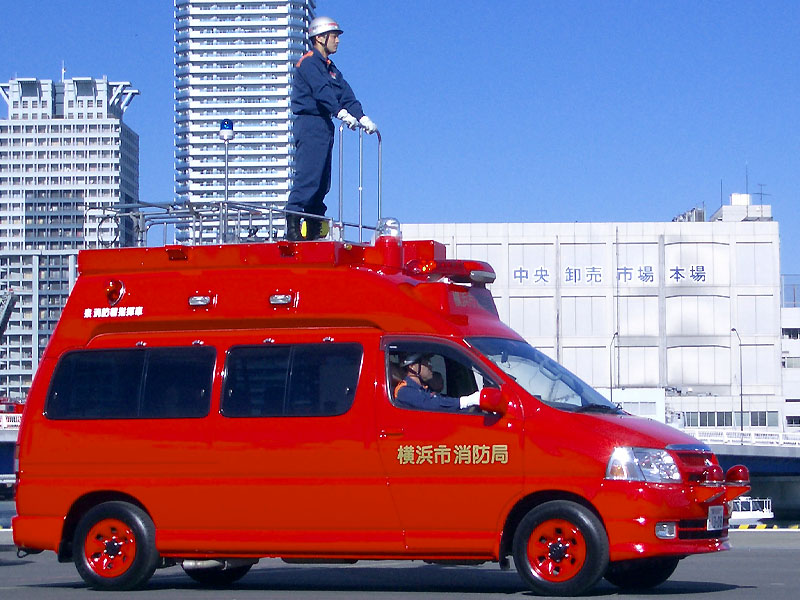
指揮車（廃車済み）
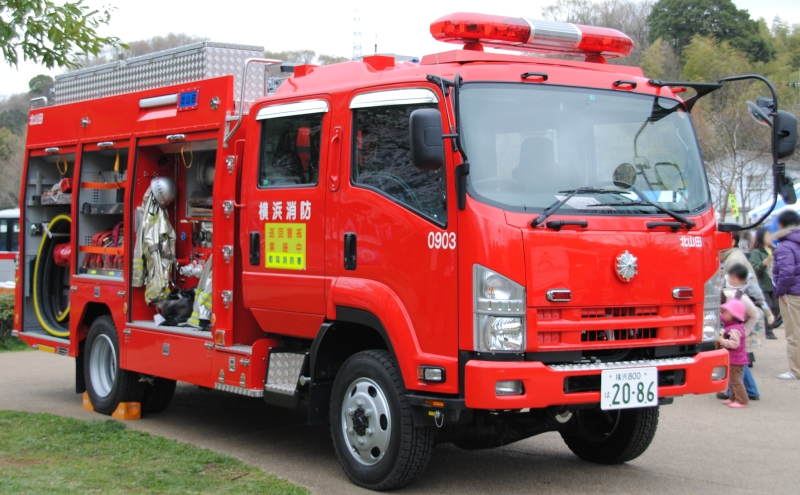
水槽付ポンプ車
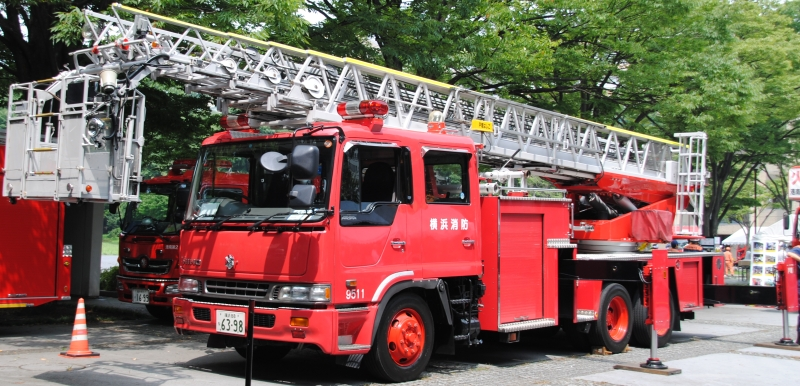
はしご車（廃車済み）
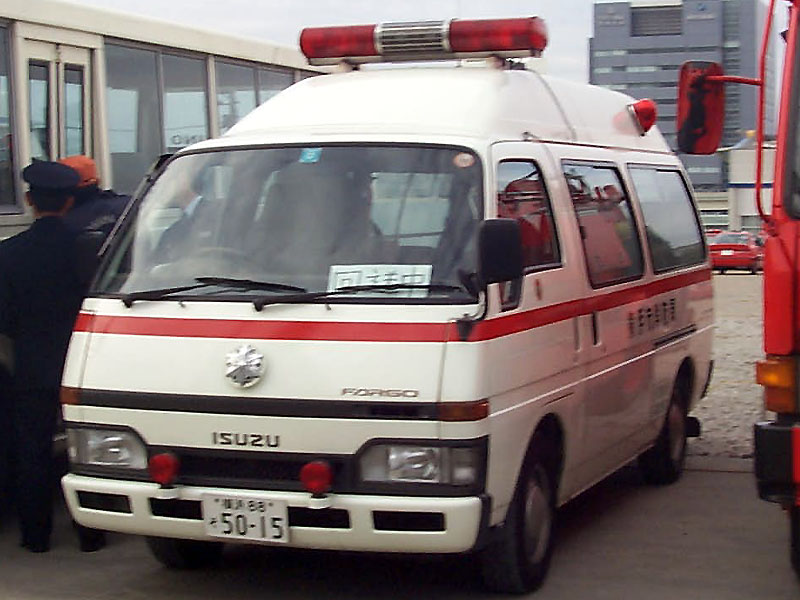
2B型救急車（平成初期の車両）（廃車済み）
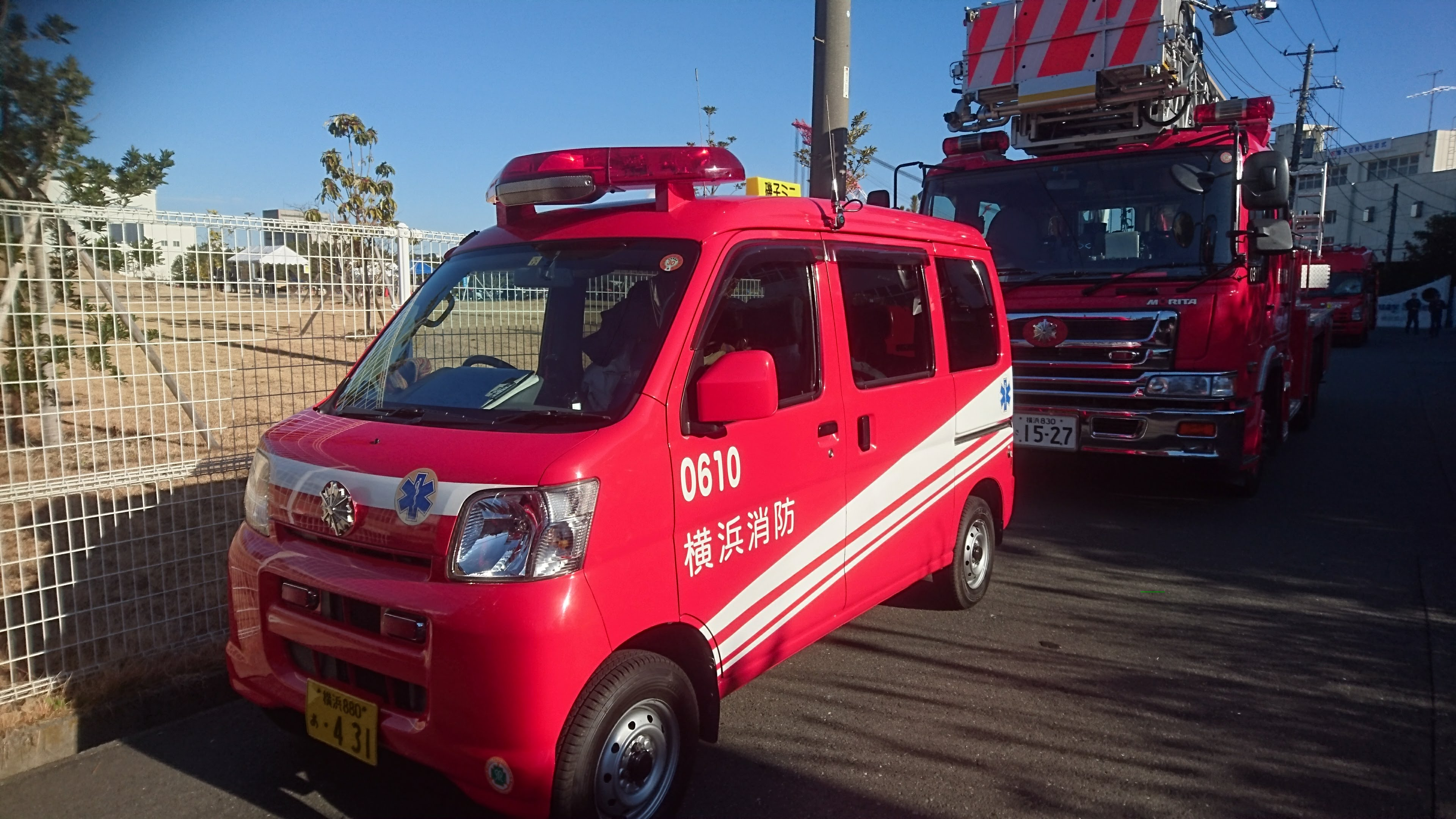
ミニ消防車（廃車済み）
Ⅱ型救助工作車（ポンプ機能付き）（廃車済み）

その他特殊車両

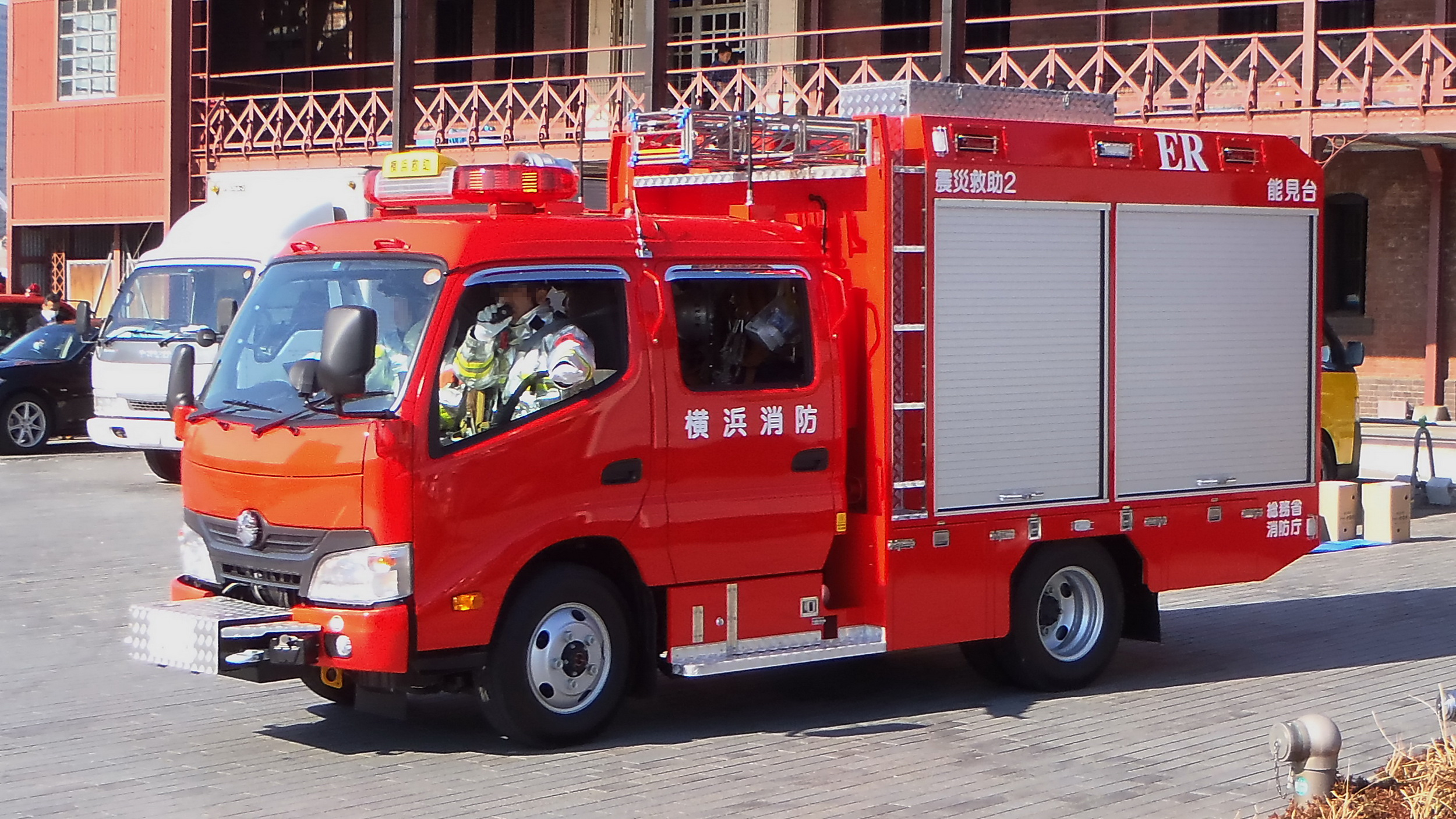
震災救助車（二台一組運用。もう一台は特別高度救助部隊が運用）
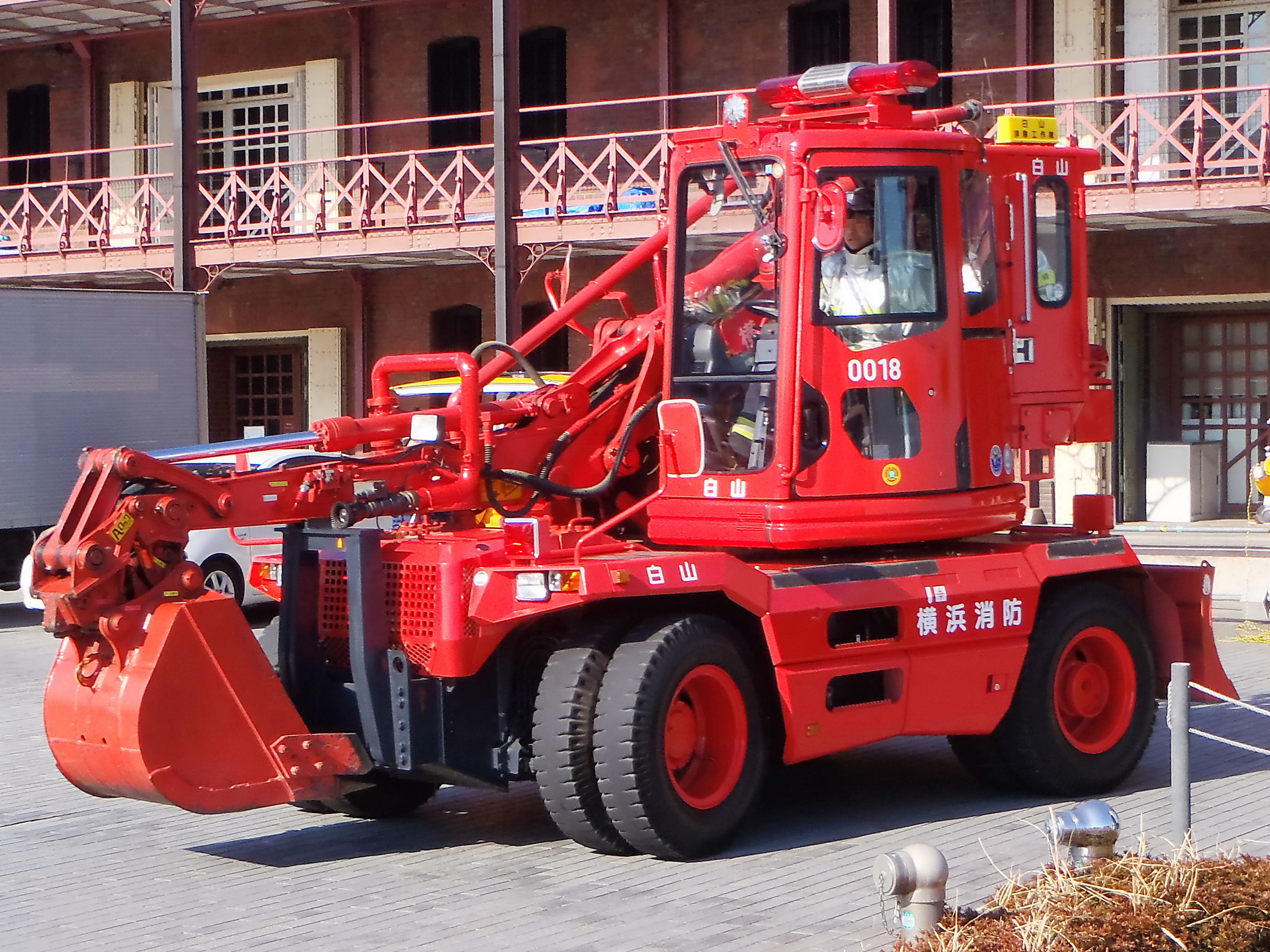
排除工作車（油圧ショベル搭載時）
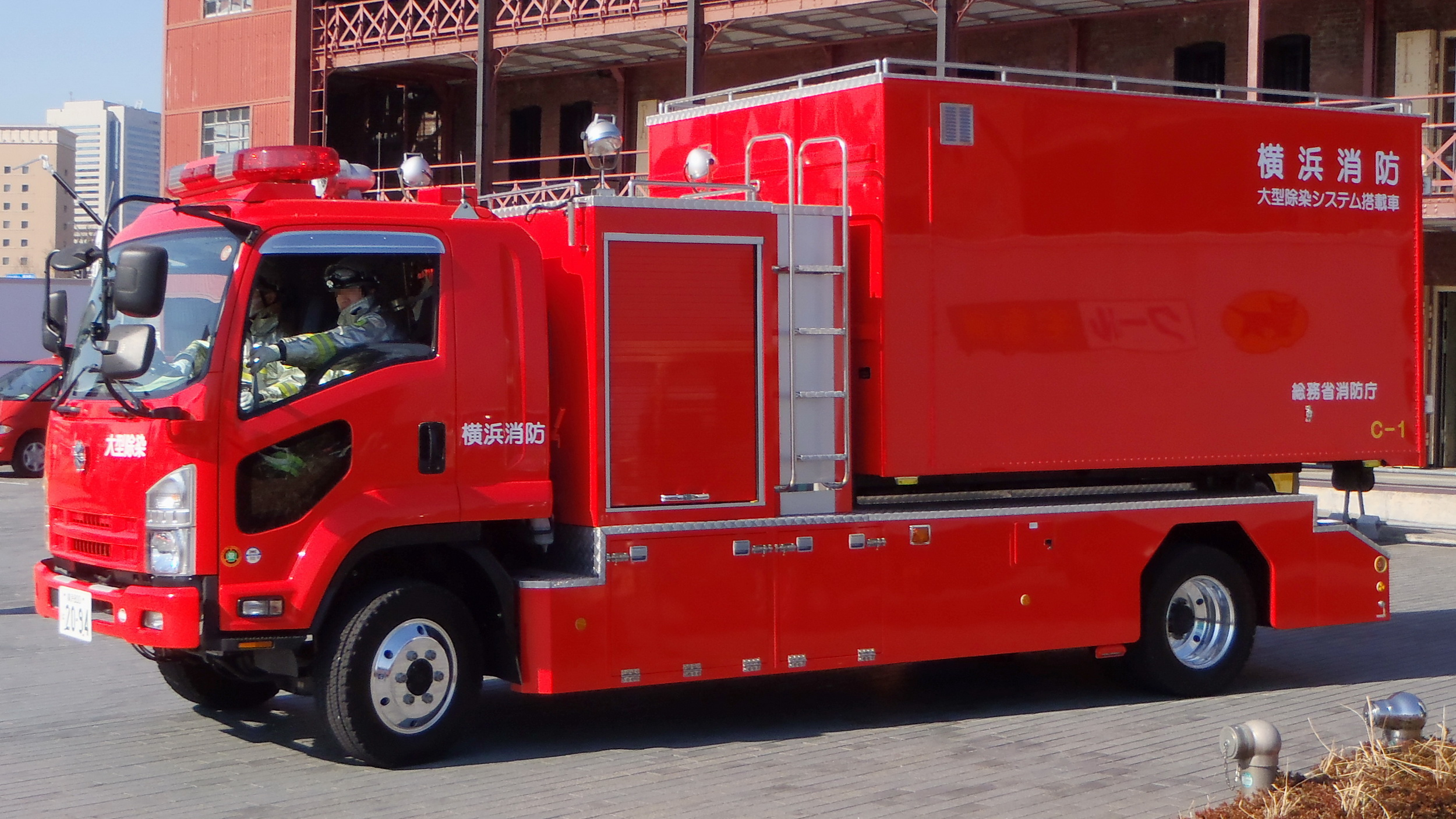
大型除染システム搭載車
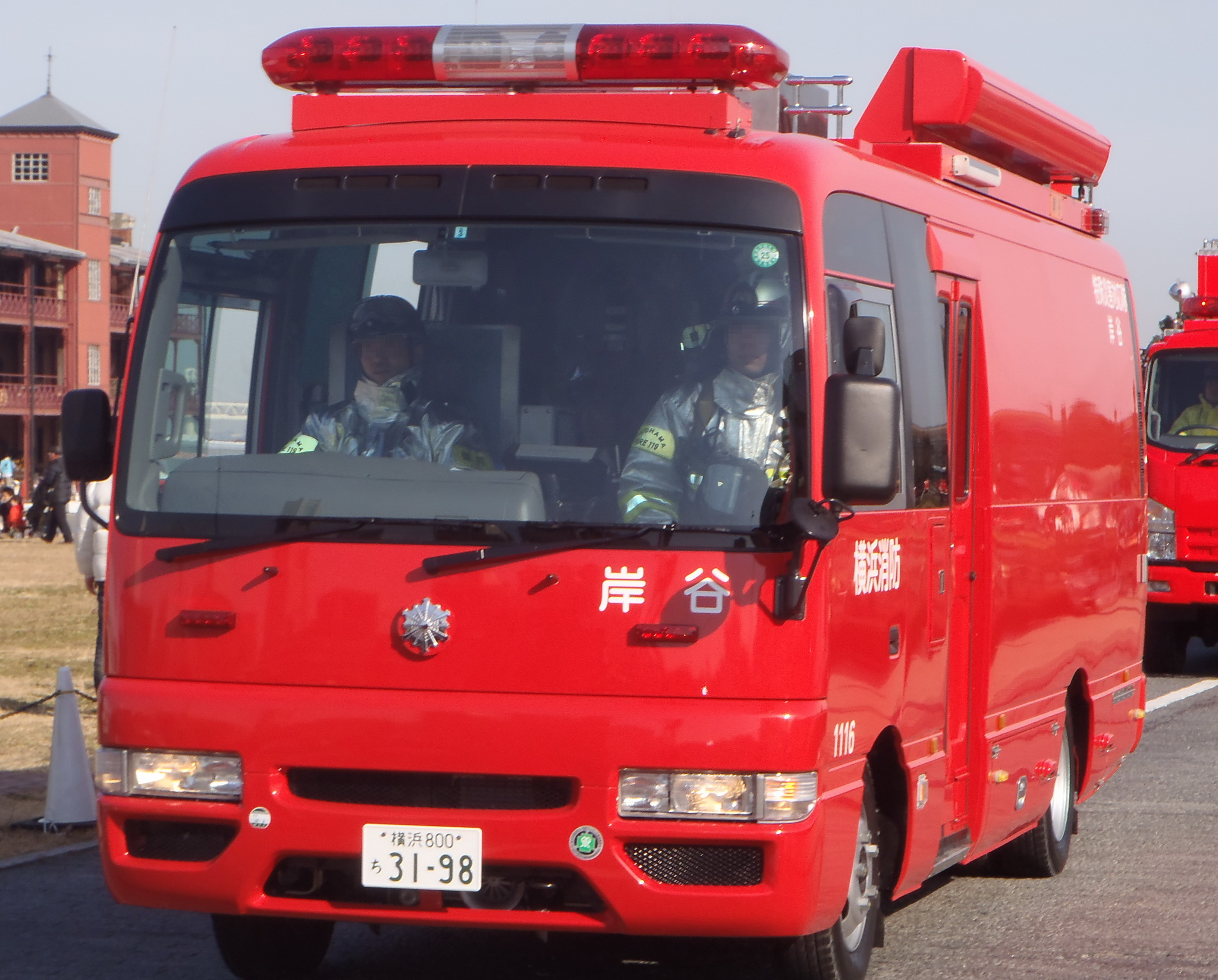
特殊災害対策車
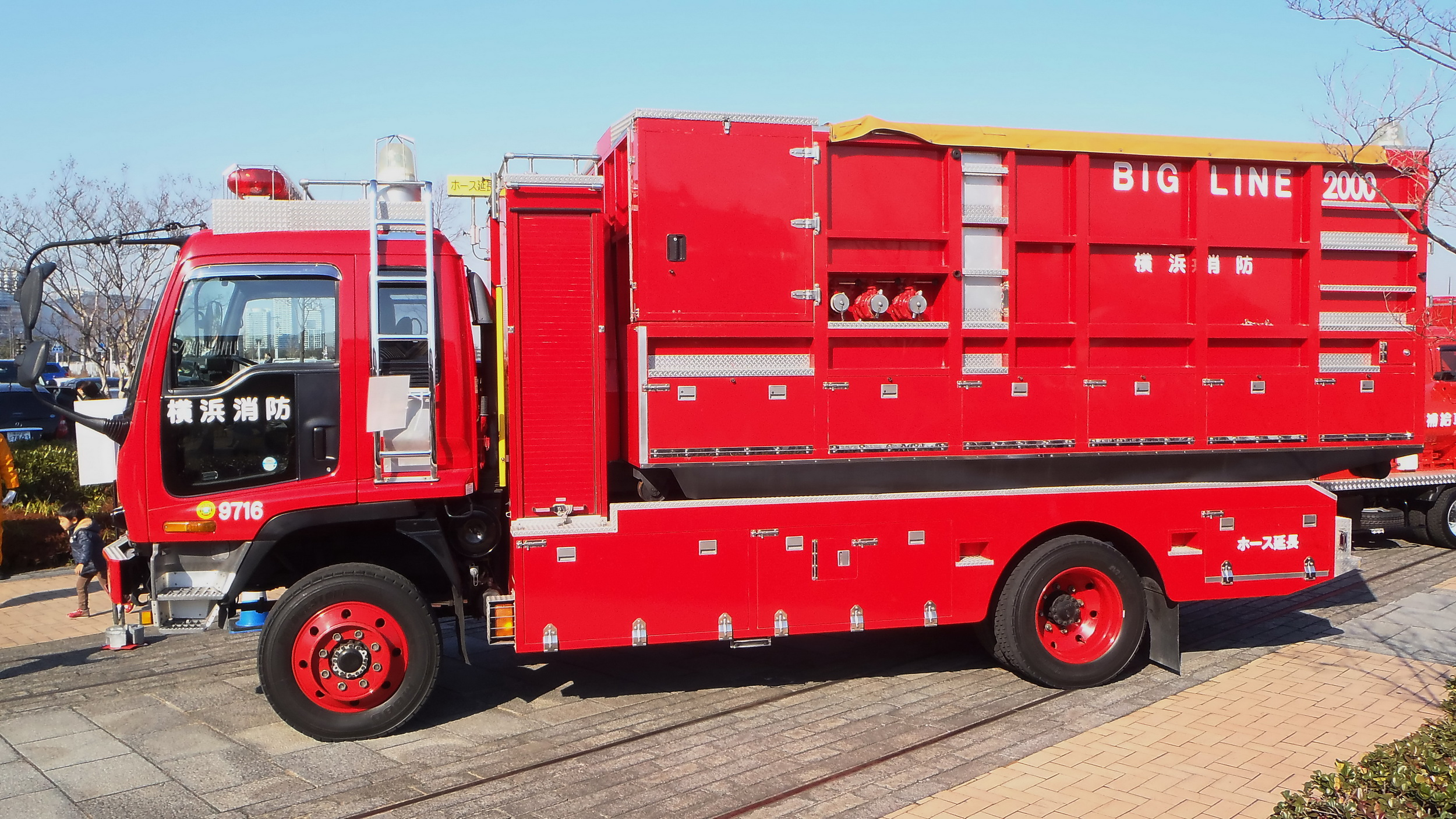
ホース延長車 ビッグライン2000（廃車済み）
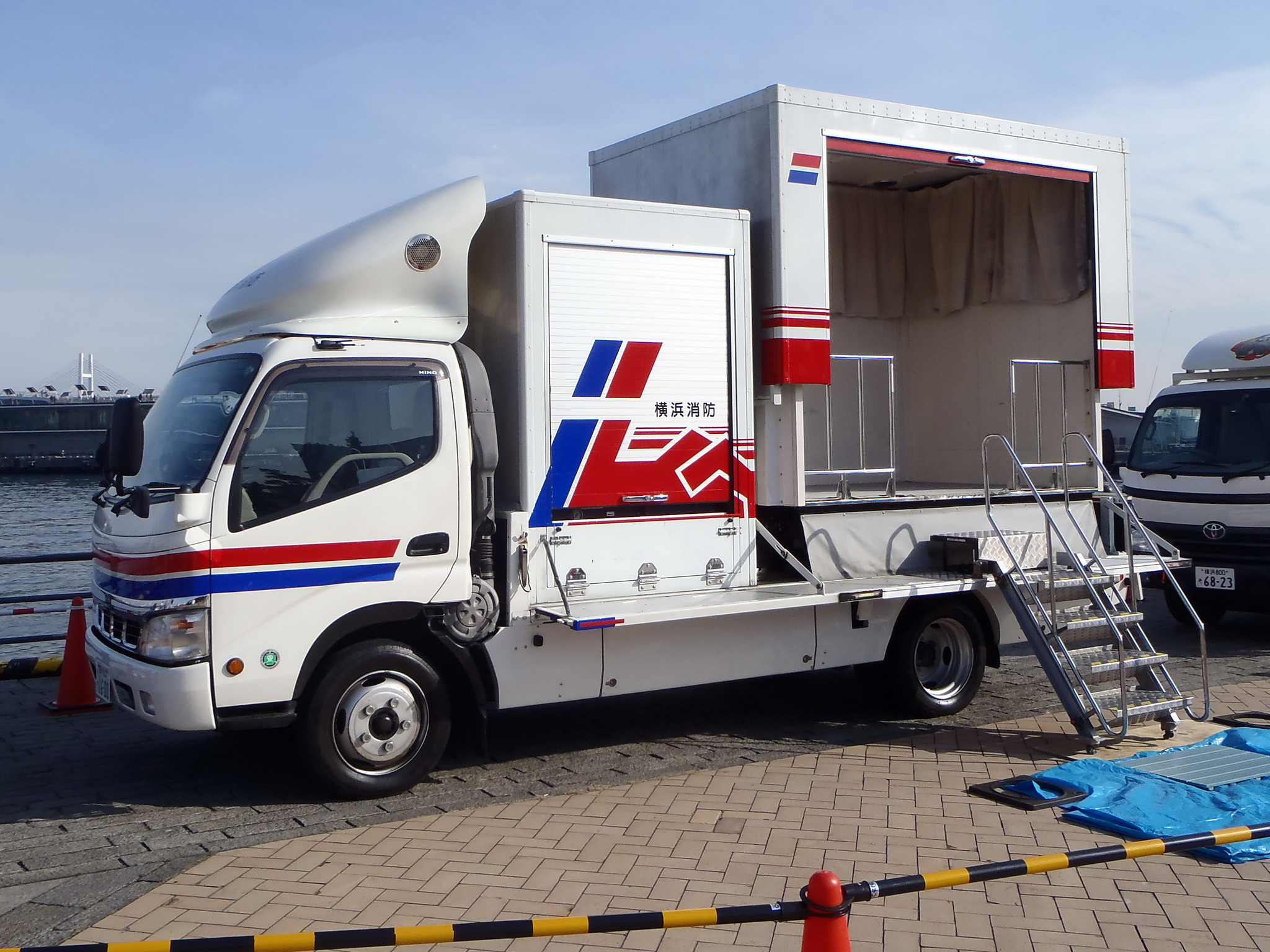
防災指導車（起震車）（廃車済み）
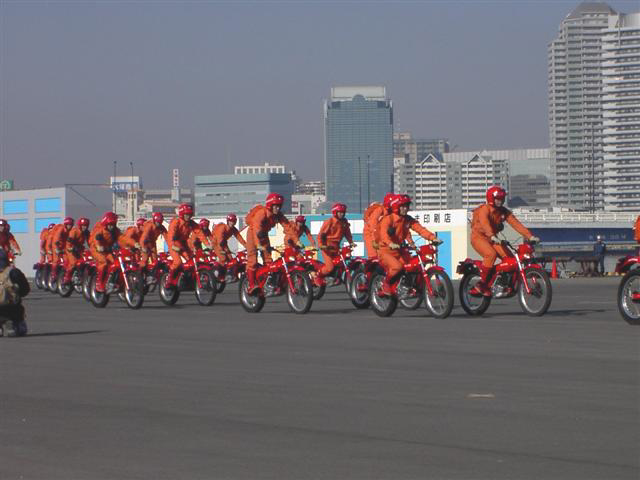
消防機動二輪隊

航空隊・消防艇

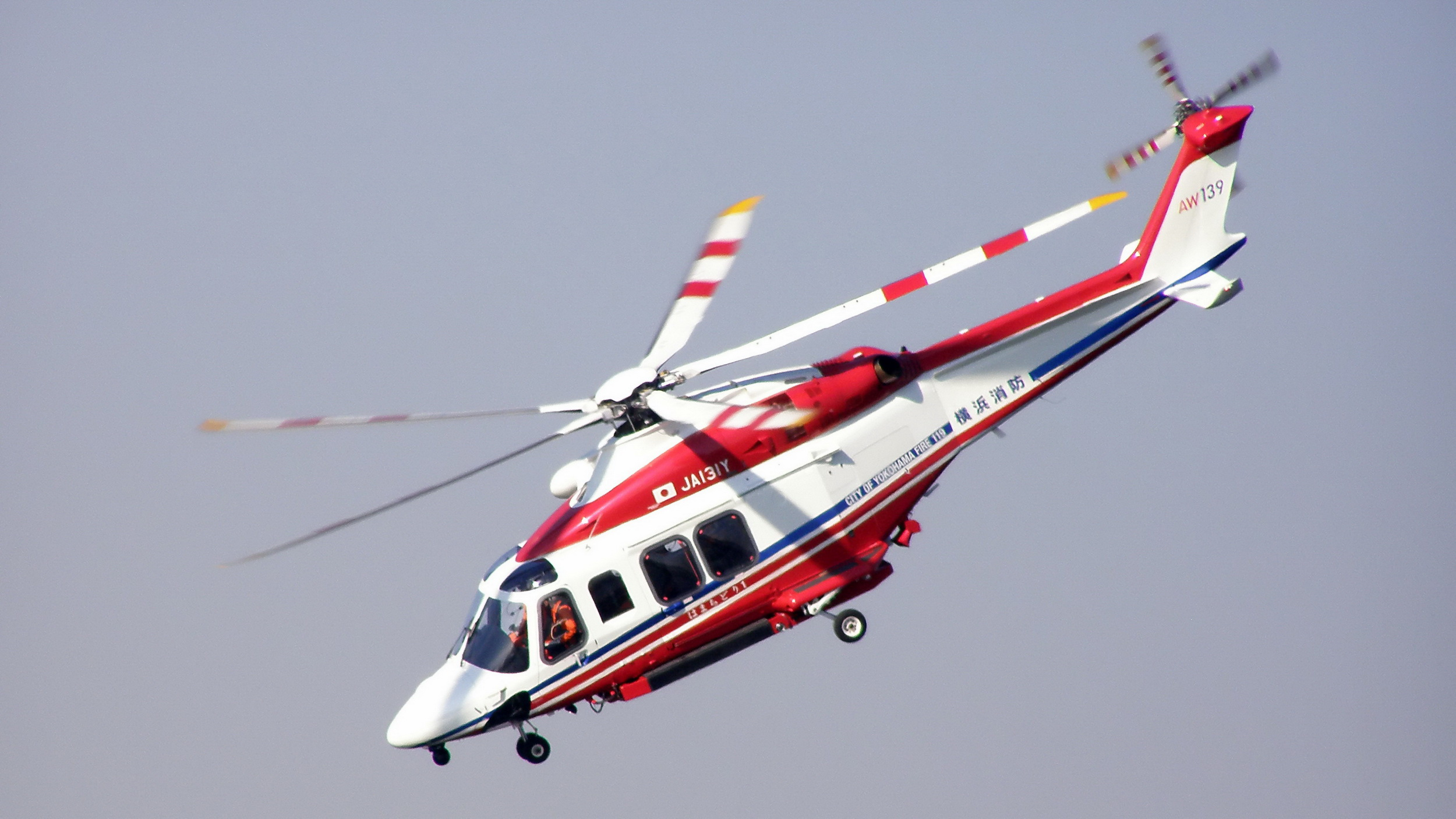
消防ヘリコプター はまちどり1 (JA131Y)(平成25年導入)
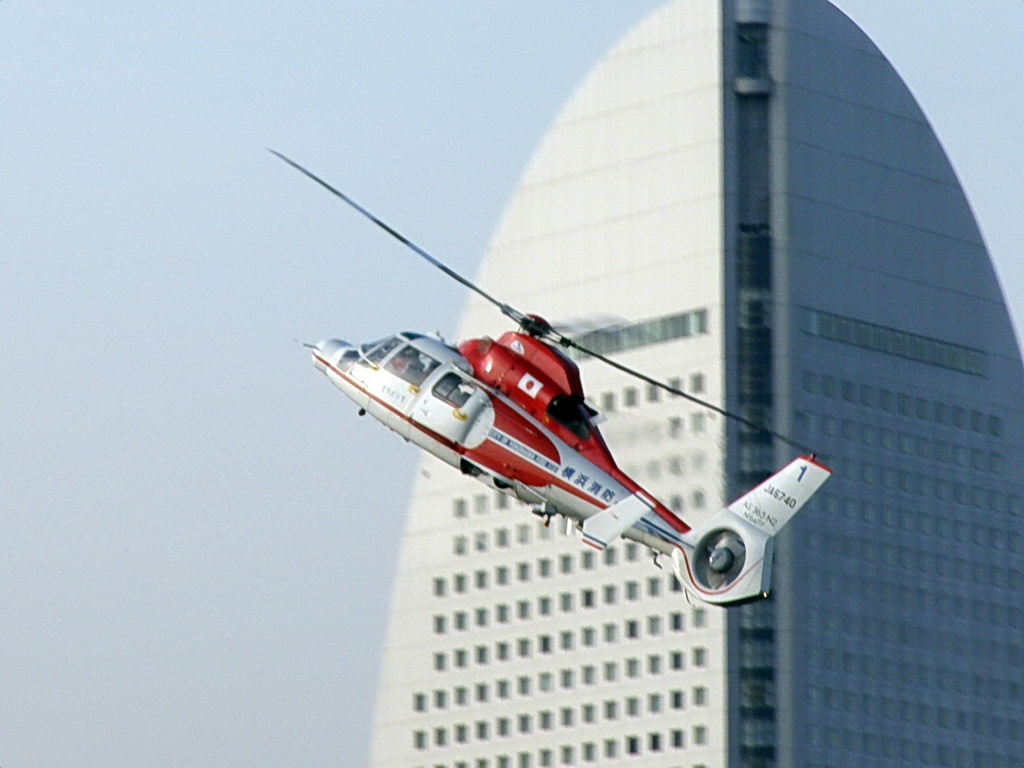
消防ヘリコプター はまちどり1 (JA6740)(平成25年退役)
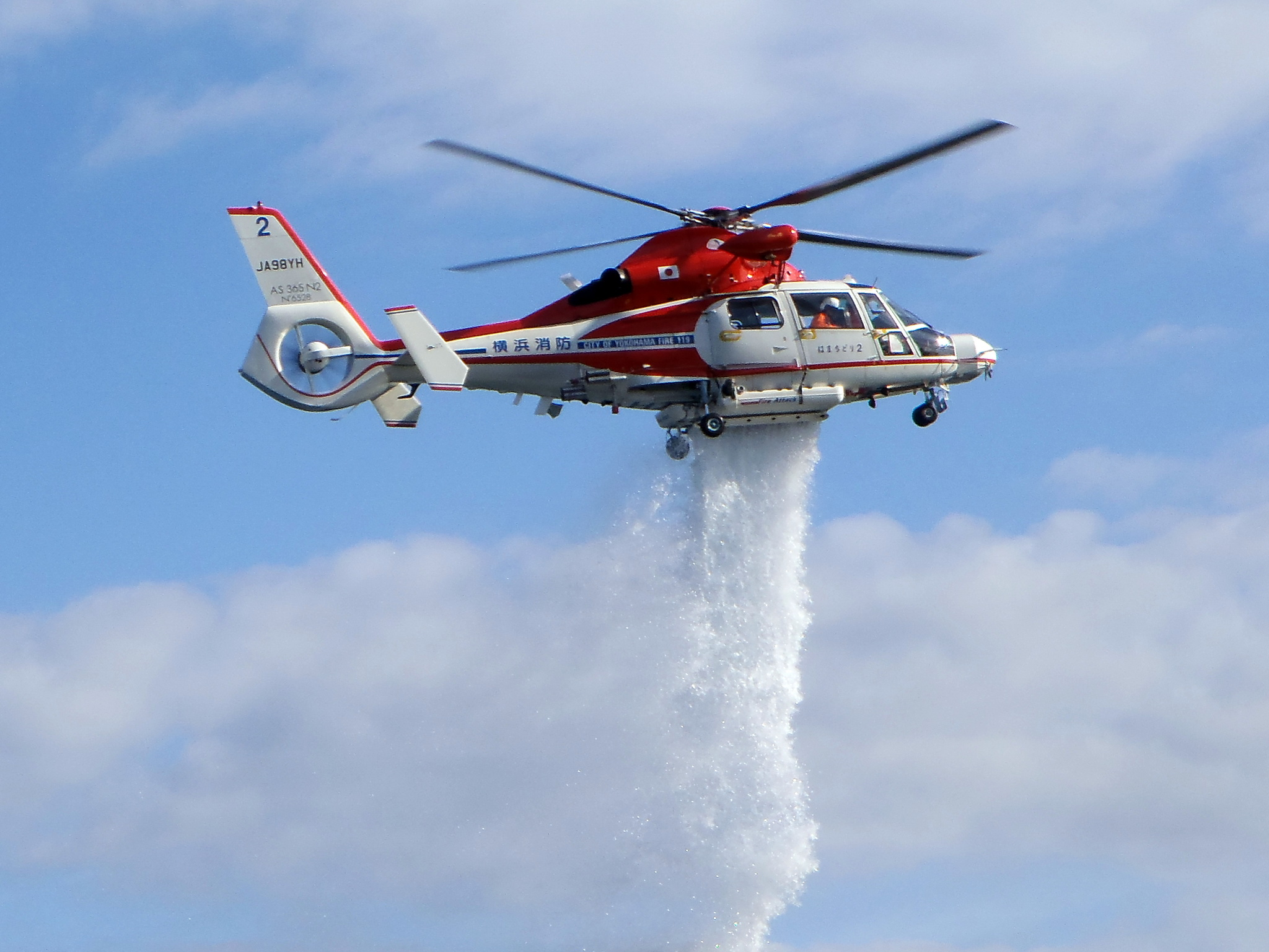
消防ヘリコプター はまちどり2 (JA98YH)(平成27年退役)
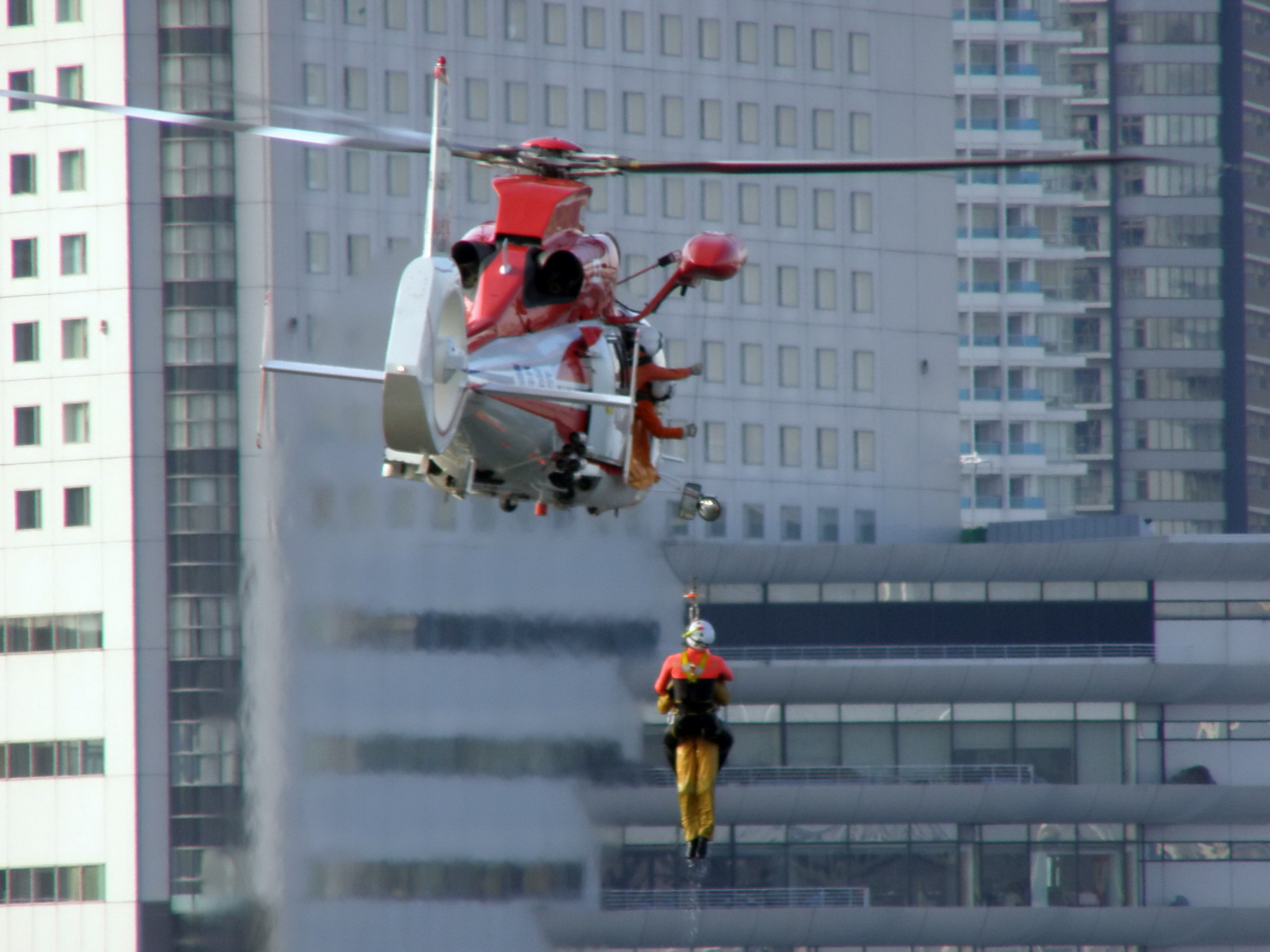
消防ヘリコプター はまちどり2 (JA98YH)(平成27年退役)による水難救助
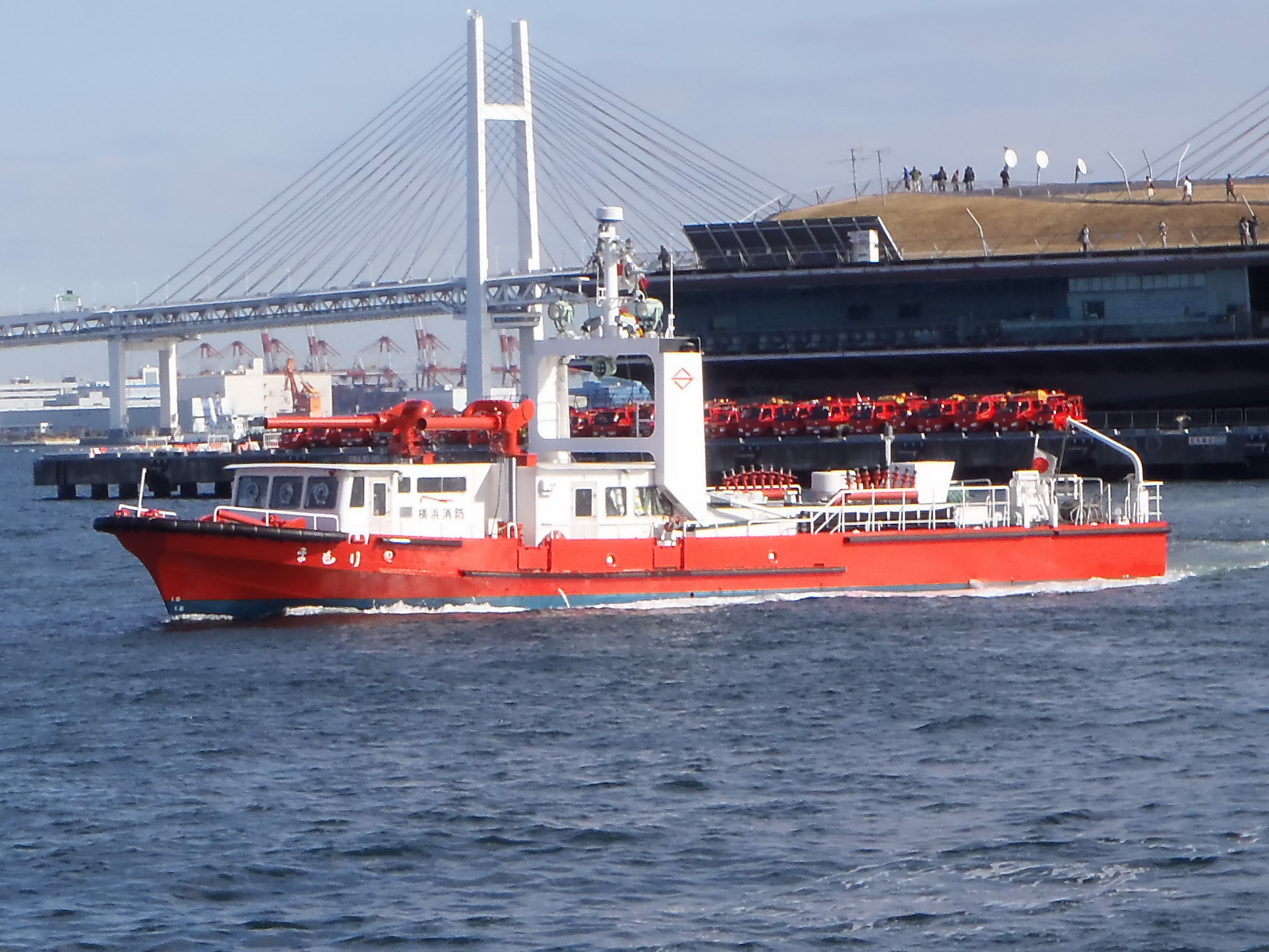
消防艇まもり（2021年更新）
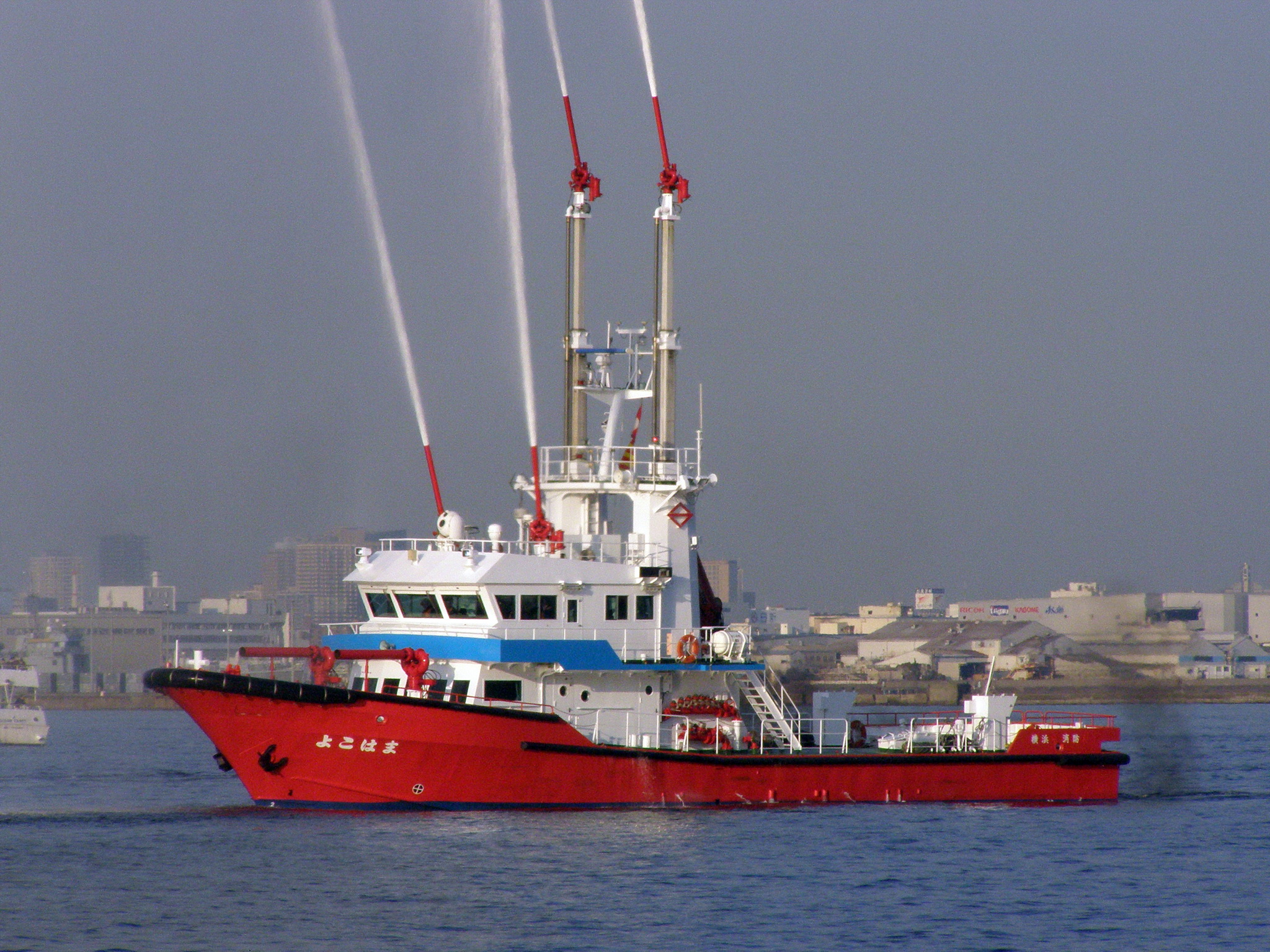
消防艇よこはま
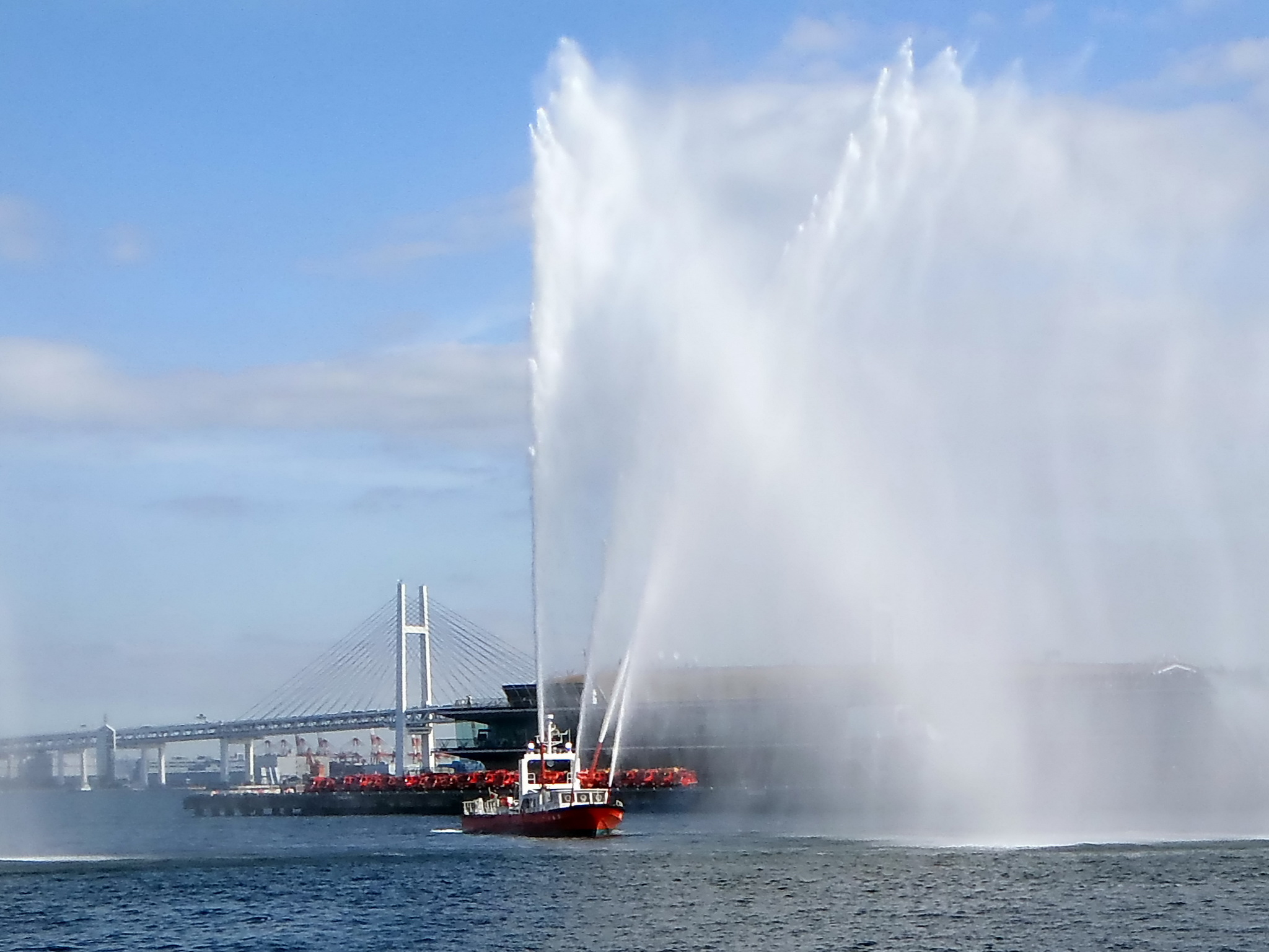
消防艇まもり（2021年更新）
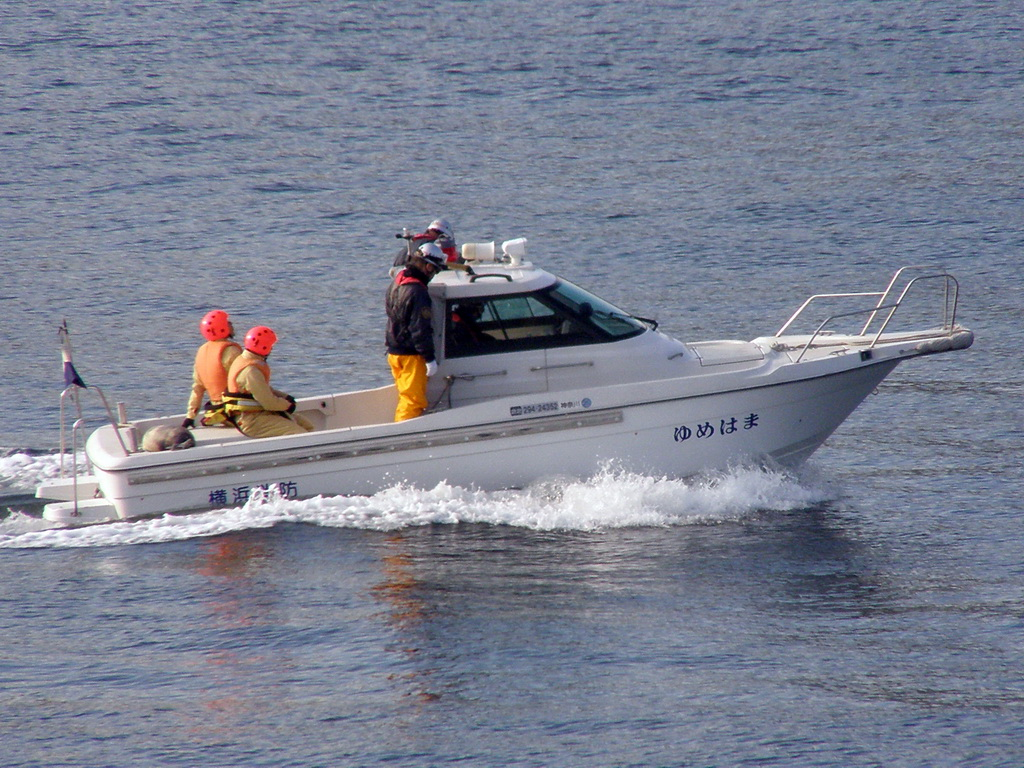
消防艇ゆめはま

横浜市消防局の車両やヘルメットの表記は「横浜市消防局」となっている。（旧）横浜市消防局時代は「横浜市消防局」であったが、横浜市安全管理局が発足した際に「横浜消防」に表記が変更され、（新）横浜市消防局となった後も「横浜消防」表記を踏襲していたが、令和元年度から「横浜市消防局」表記に変更された。

## 消防署

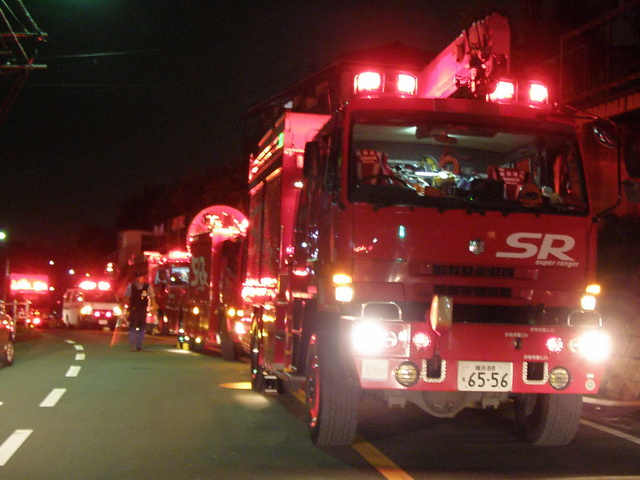
出場中の部隊

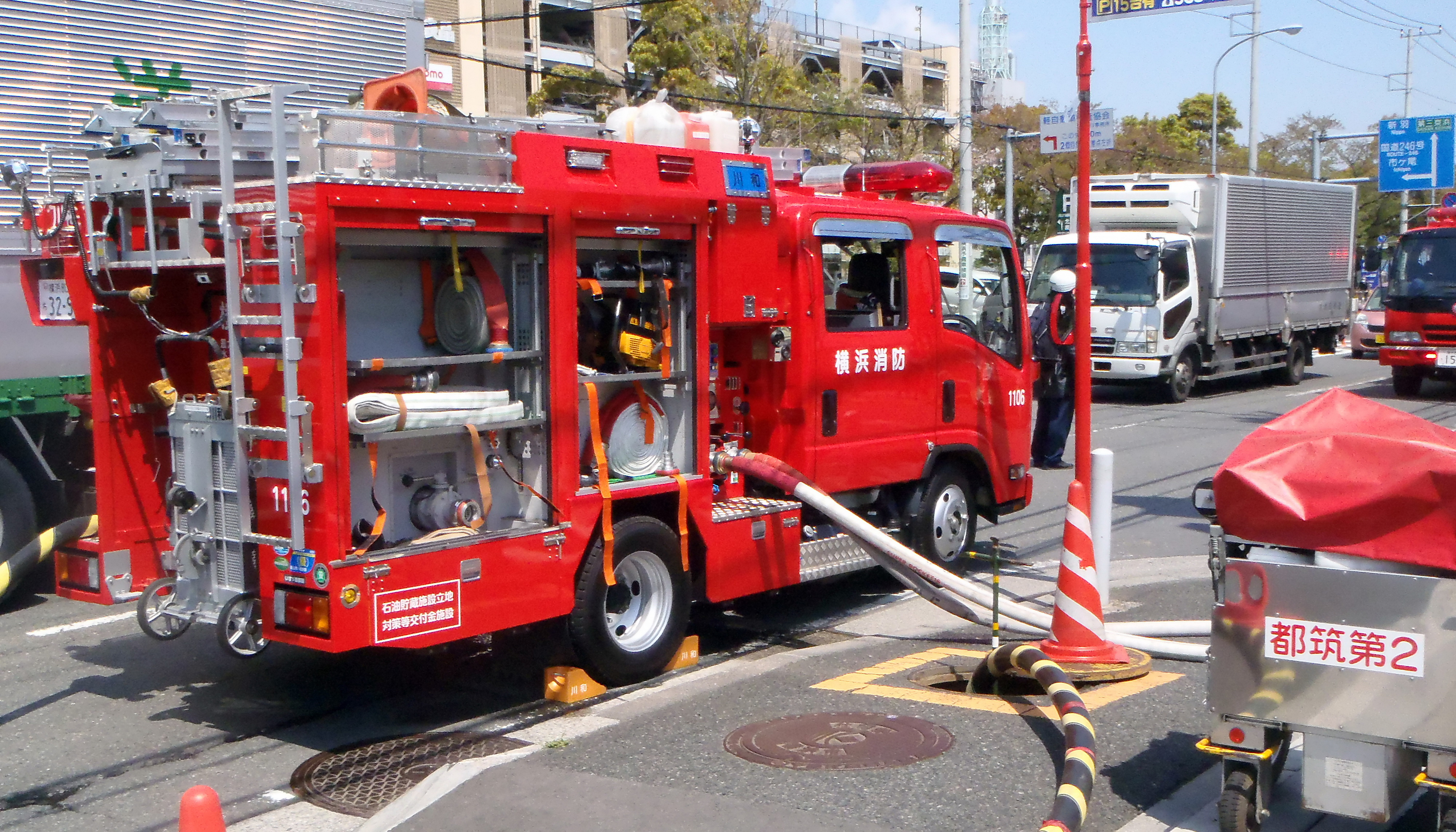
消火栓から水利して先着隊に中継活動を実施するポンプ車

| 消防署         | 住所                  | 出張所 |
| -------------- | --------------------- | --- |
| 鶴見消防署     | 鶴見区鶴見中央3-20-1  | 生麦：鶴見区鶴見中央5-12-17 大黒町：鶴見区大黒町4-67 末吉：鶴見区下末吉2-1-3 入船：鶴見区弁天町10-3 矢向：鶴見区矢向3-30-13 岸谷：鶴見区岸谷2-13-18 寺尾：鶴見区北寺尾4-24-15 駒岡：鶴見区駒岡2-18-8 鶴見水上：鶴見区大黒ふ頭1 |
| 神奈川消防署   | 神奈川区広台太田町3-8 | 浦島：神奈川区浦島町363 菅田：神奈川区菅田町2364-1 片倉：神奈川区片倉1-3-1 松見：神奈川区松見町1-40-40 |
| 西消防署       | 西区戸部本町50-11     | 浅間町：西区浅間町4-339-13 境之谷：西区境之谷66 |
| 中消防署       | 中区山吹町2-2         | 北方：中区本牧十二天2-29 山下町：中区山下町72-1 山元町：中区山元町5-219-5 本牧和田：中区本牧和田34-12 |
| 南消防署       | 南区浦舟町2-33        | 大岡：南区大岡4-7-15 六ッ川：南区六ツ川1-693-1 蒔田：南区宿町3-54-5 |
| 港南消防署     | 港南区港南中央通10-1  | 芹が谷：港南区芹が谷1-11-15 野庭：港南区野庭町638-2 港南台：港南区港南台8-4-12 上永谷：港南区丸山台3-6-1 |
| 保土ケ谷消防署 | 保土ケ谷区神戸町140-5 | 西谷：保土ケ谷区西谷町742 今井：保土ケ谷区今井町17-6 本陣：保土ケ谷区保土ケ谷町1-77 権太坂：保土ケ谷区権太坂3-12-6 |
| 旭消防署       | 旭区鶴ケ峰1-4-12      | さちが丘：旭区さちが丘45-2 都岡：旭区川井宿町4-1 南本宿：旭区南本宿町26-7 若葉台：旭区若葉台3-1-1 市沢：旭区市沢町335-13 今宿：旭区今宿2-33-10                                                                                 |
| 磯子消防署     | 磯子区磯子2-1-3       | 杉田：磯子区中原1-1-9 洋光台：磯子区洋光台3-37-41 |
| 金沢消防署     | 金沢区泥亀2-9-1       | 東富岡：金沢区富岡東3-16-17 六浦：金沢区六浦5-8-12 富岡：金沢区富岡西1-74-2 釜利谷：金沢区釜利谷南3-22-2 幸浦：金沢区幸浦2-1-5 能見台：金沢区能見台5-28-1                                                                      |
| 港北消防署     | 港北区大豆戸町26-1    | 綱島：港北区綱島西3-3-9 日吉：港北区箕輪町1-1-8 篠原：港北区篠原町1312-2 高田：港北区高田西2-21-1 新羽：港北区新羽町2357-2 小机：港北区小机町1711-1                                                                            |
| 緑消防署       | 緑区中山4-36-19       | 十日市場：緑区十日市場町816-7 長津田：緑区長津田2-34-10 鴨居：緑区鴨居1-3-21 白山：緑区白山4-73-2 |
| 青葉消防署     | 青葉区市ケ尾町33-1    | 青葉台：青葉区青葉台1-4 元石川：青葉区美しが丘4-12 鴨志田：青葉区鴨志田町823 すすき野：青葉区すすき野1-1-7 荏田：青葉区荏田町491-9 奈良：青葉区奈良2-37-1                                                                      |
| 都筑消防署     | 都筑区茅ヶ崎中央32-1  | 川和：都筑区川和町1221 佐江戸：都筑区佐江戸町366-4 仲町台：都筑区仲町台5-1-46 北山田：都筑区北山田1-1-66 |
| 戸塚消防署     | 戸塚区戸塚町4144      | 大正：戸塚区原宿3-60-1 吉田：戸塚区吉田町947-3 鳥が丘：戸塚区鳥が丘52-1 東戸塚：戸塚区川上町87-10 深谷：戸塚区深谷町1432-2 |
| 栄消防署       | 栄区桂町301           | 豊田：栄区飯島町1443 上郷：栄区上郷町1431-1 |
| 泉消防署       | 泉区和泉町4636-2      | 岡津：泉区岡津町187-1 中田：泉区中田北3-1-1 いずみ野：泉区和泉町6212-13 緑園：泉区緑園4-6-2 |
| 瀬谷消防署     | 瀬谷区二ツ橋町190     | 中瀬谷：瀬谷区中屋敷2-16-15 下瀬谷：瀬谷区下瀬谷2-44-19 阿久和：瀬谷区阿久和東2-8-29 |

## 消防訓練センター

### 横浜市消防訓練センター
横浜市消防局に採用された消防吏員の初任基礎教育を実施する消防学校。特別救助隊や救急救命士の養成、火災原因の調査員の養成のほか、消防団員の訓練、特別高度救助科訓練も行っている。
通常、神奈川県内の消防吏員として採用された場合は神奈川県消防学校に入校するが、横浜市で採用の場合は横浜市消防訓練センターに入校する。学歴に関係なく6か月で卒配される。
- 住所：神奈川県横浜市戸塚区深谷町777

### 横浜市救急救命士養成所
横浜市の救急救命士養成所で救急救命士法第34条第4号該当施設。定員40人。修業年限は6か月。
- 住所：神奈川県横浜市南区中村町4丁目270-3

## 特別高度救助部隊（スーパーレンジャー：SR）
特別高度救助部隊は通称スーパーレンジャー（SR）と呼ばれており、大規模災害や特殊災害等の救助活動に対応するため、特別な技術・能力を有する隊員や装備で編成されている横浜市消防局の本部直轄部隊。緊急消防援助隊や国際消防救助隊として国内外の災害にも出場する。

## 不祥事
- 2011年11月28日 - 救助隊長だった男性消防司令補（48歳）が、マージャン牌を青葉消防署出張所内に持ち込み、5月4日から8月8日までの勤務中などに計12回、男性消防士長ら7人と一緒に賭けマージャンをした。また男性消防司令補は2009年4月から2011年8月までの間に、部下の頭などに低周波治療器のパッドを当てて痛みを我慢させたほか、勤務中に水鉄砲で隊員を追い掛け回して男性消防士長（33歳）左腕に1針縫うけがを負わせ、「訓練中に負傷した」と虚偽報告していた。市消防局は、12月28日、男性消防司令補を停職12ヵ月、男性消防士長4人、男性消防士3人の計7人を停職1か月の懲戒処分とした。男性消防司令補は12月26日に賭博罪で略式起訴され、罰金10万円の略式命令を受けた。7人は起訴猶予。男性消防司令補は懲戒処分と同日付で依願退職。水鉄砲で追い回され負傷させられた男性消防士長は虚偽報告をしたとして、また管理監督責任を問い、青葉消防署長を戒告の懲戒処分とした[11]。
- 2019年8月30日 - 中消防署の男性救急隊員（35歳）が、8月29日午後11時18分頃、京急黄金町駅の改札や路上において、面識のない女性（21歳）に背後から近づいて引き倒し、胸を触ったとして、翌30日午後2時23分、神奈川県南警察署に強制わいせつの疑いで通常逮捕された。同署によると、女性に怪我はなかったが、男は犯行後現場から逃走。駅の防犯カメラの映像にこの様子が映っていた[12]。
- 2020年5月1日 - 旭消防署の男性消防士長（54歳）が、2018年12月から2020年1月にかけて、5人の後輩署員に「殴るぞ」などと暴言を吐いたほか、尻を蹴ったり、加熱されたフライパンを活動服の上から当てたりするなどのパワハラ行為を繰り返していた。2020年5月1日、消防局は男性消防士長を停職4か月の懲戒処分とした。また、管理監督責任を問い、課長級と係長級の職員を訓戒処分とした[13]。

## 横浜市消防局が登場する作品
- 恋の炎は消さないで

横浜市の架空の消防署を舞台にした小説。
- 救急救命士・牧田さおり

救急救命士を題材にしたドラマ。
- RESCUE 特別高度救助隊

特別高度救助隊を題材にしたドラマ。
- 消防女子!!女性消防士・高柳蘭の誕生

横浜市消防局の新米女性消防士を題材とした小説。
- シン・ゴジラ

横浜市消防局が撮影に協力した映画。
- トミカ

ロングトミカシリーズとして特別高度救助部隊の機動けん引工作車がラインナップしている。
- 4分間のマリーゴールド

救急救命士を題材としたドラマ。
- エマージェンシーコール 〜緊急通報指令室〜

NHKで放送されたドキュメンタリー作品。横浜市消防局指令課が密着されていた。
- 100万回 言えばよかった

第8話に特別救助隊（横浜レンジャー）と救急隊が登場している。
- TOKYO MER〜走る緊急救命室〜

劇場版に特別高度救助部隊が登場している。
- 119エマージェンシーコール

指令管制員を題材としたドラマ。横浜市消防局が撮影に協力。